# 大澳
座標: 北緯22度15分18秒 東経113度51分46秒 / 北緯22.254955度 東経113.862855度

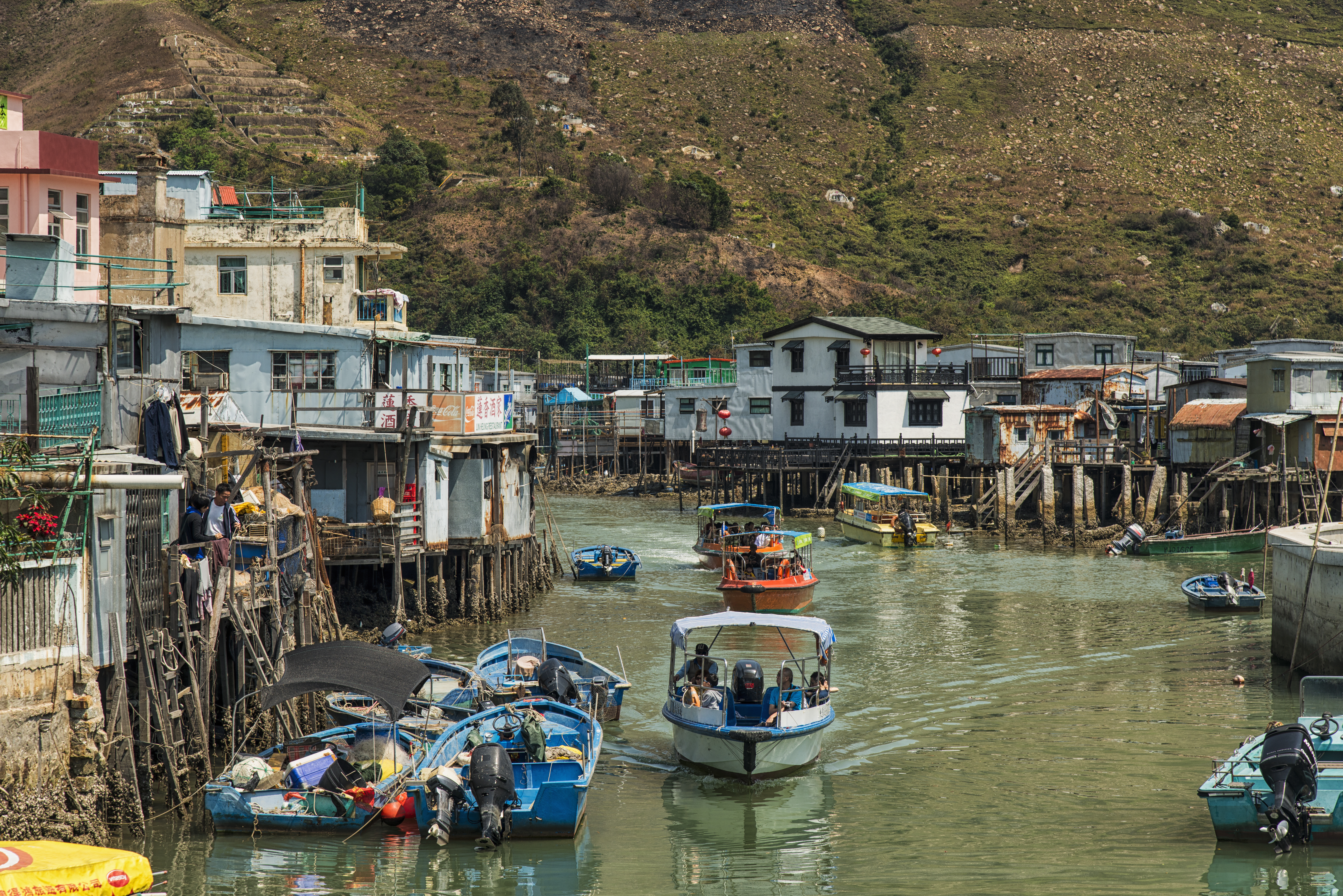
大澳の水路と町並み

大澳（たいおう、タイオー、中国語: 大澳、粤語拼音: Daai6ou3、英語: Tai O）は、香港、新界のランタオ島西部に位置する漁村である。
大澳は南部と東部の水路によってそれぞれランタオ島と隔てられており、大澳島を形成している。大澳の町の大部分は水路沿いに広がっており、2つの歩道橋によってランタオ島と結ばれている。また、北側の南シナ海上には国際高速道路である港珠澳大橋と海底トンネルが存在する。また、北東には香港国際空港も位置する。

## 歴史

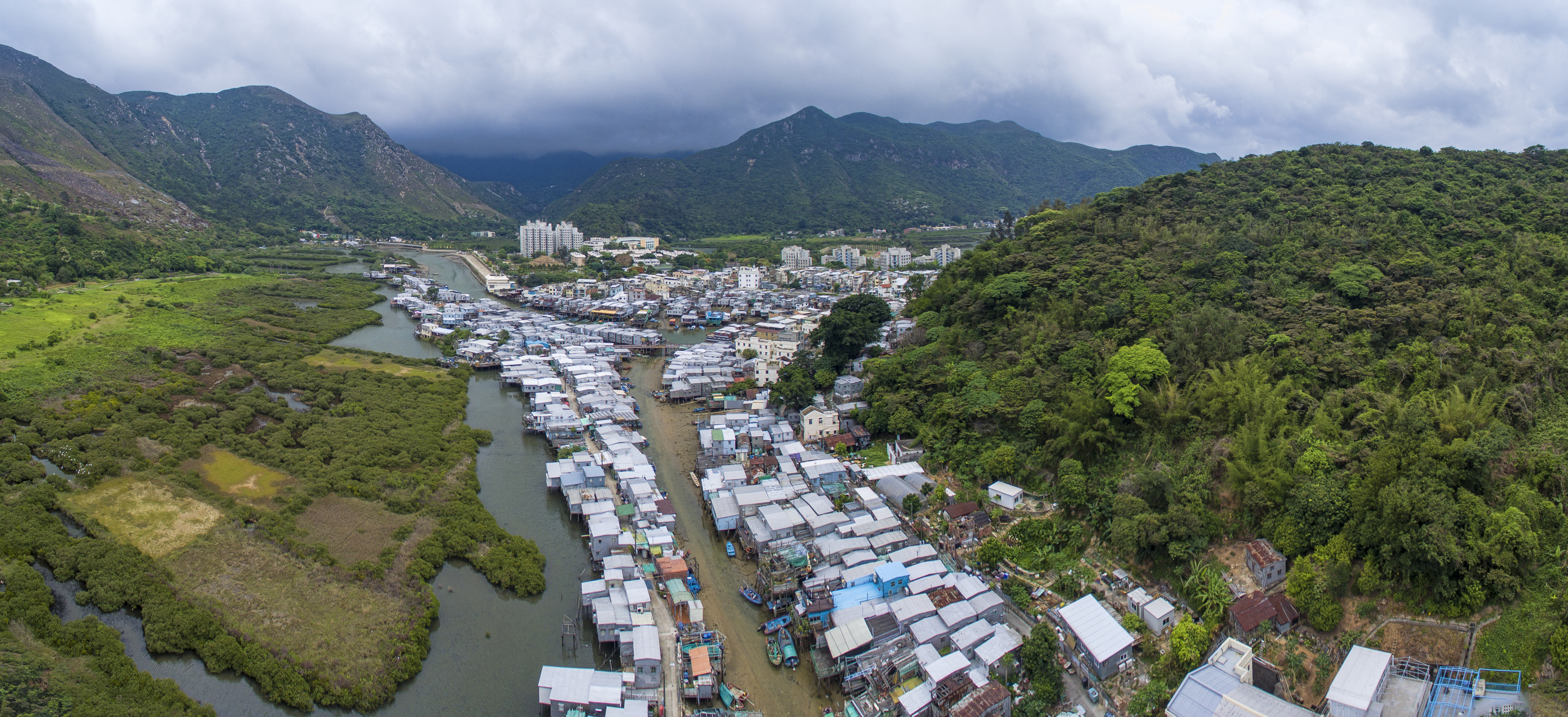
大澳の集落のほとんどは棚屋から構成されており、漁村の雰囲気が色濃く残る

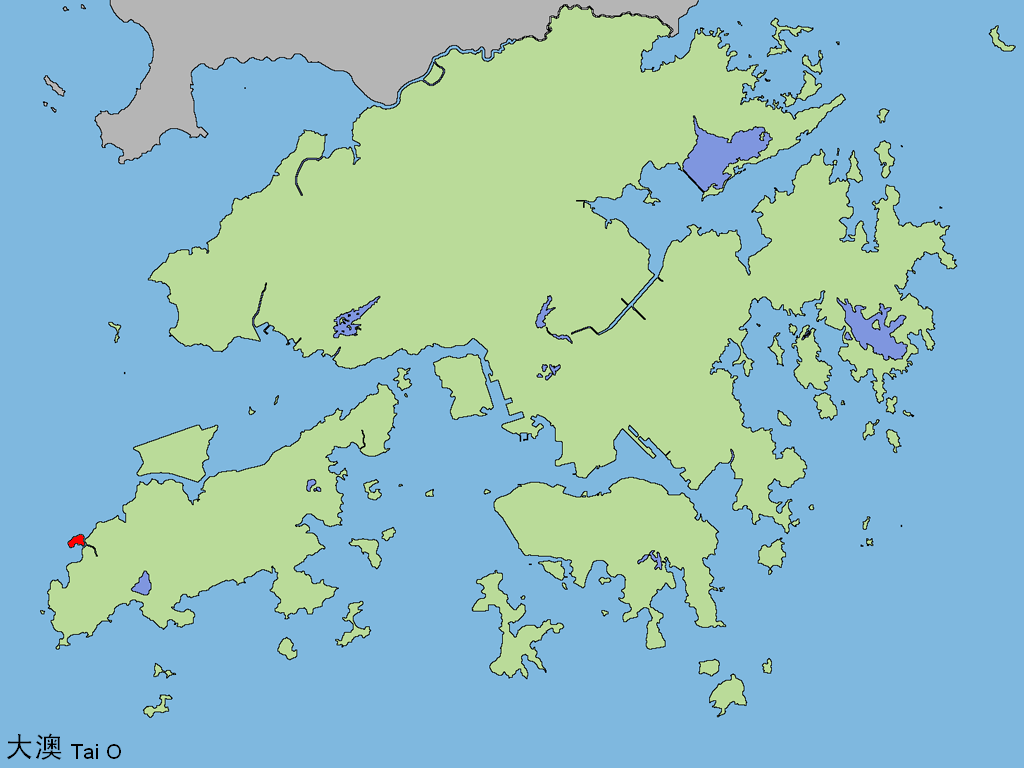
大澳はランタオ島西部に位置する

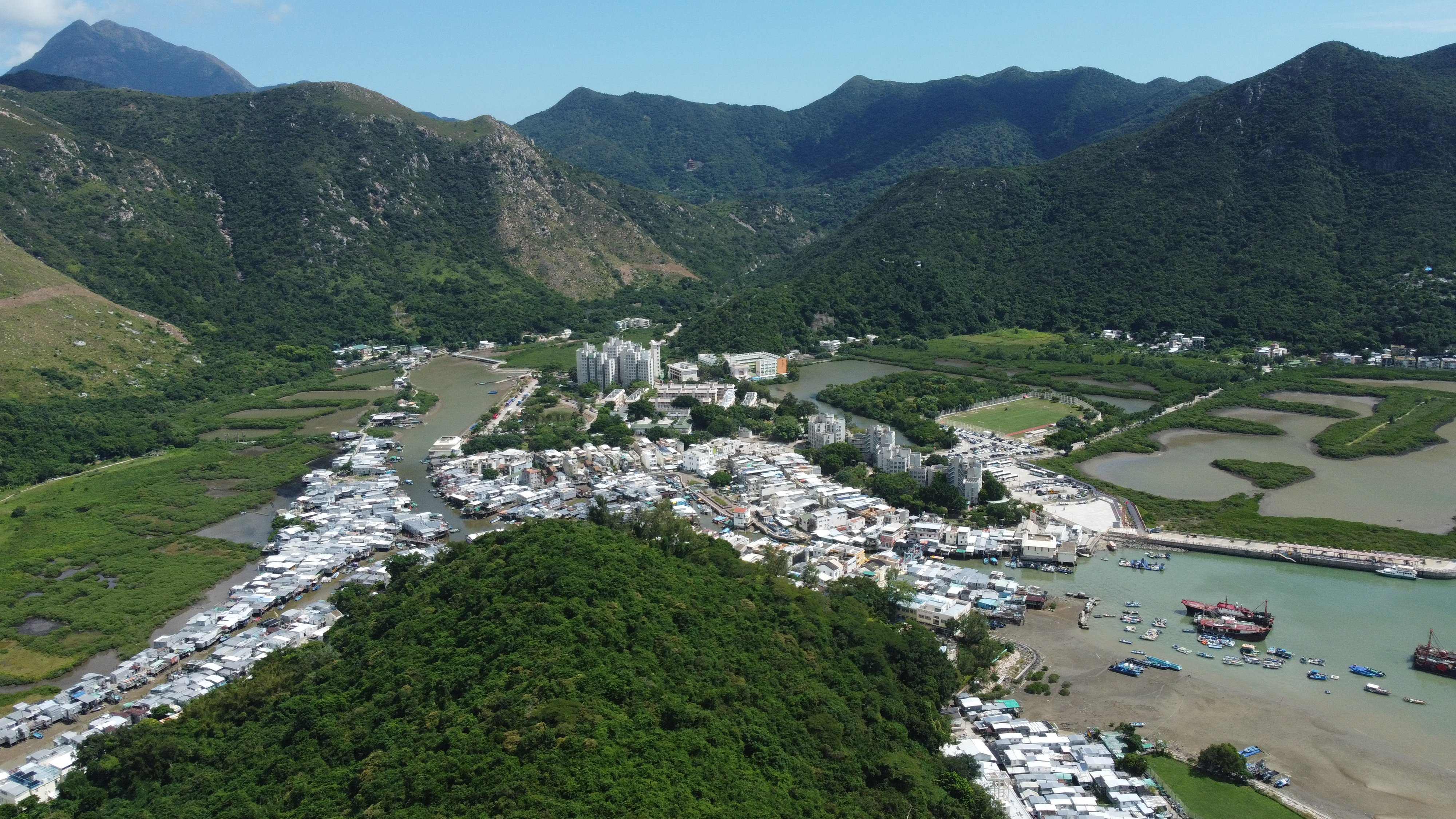
大澳の空撮（2022年10月）

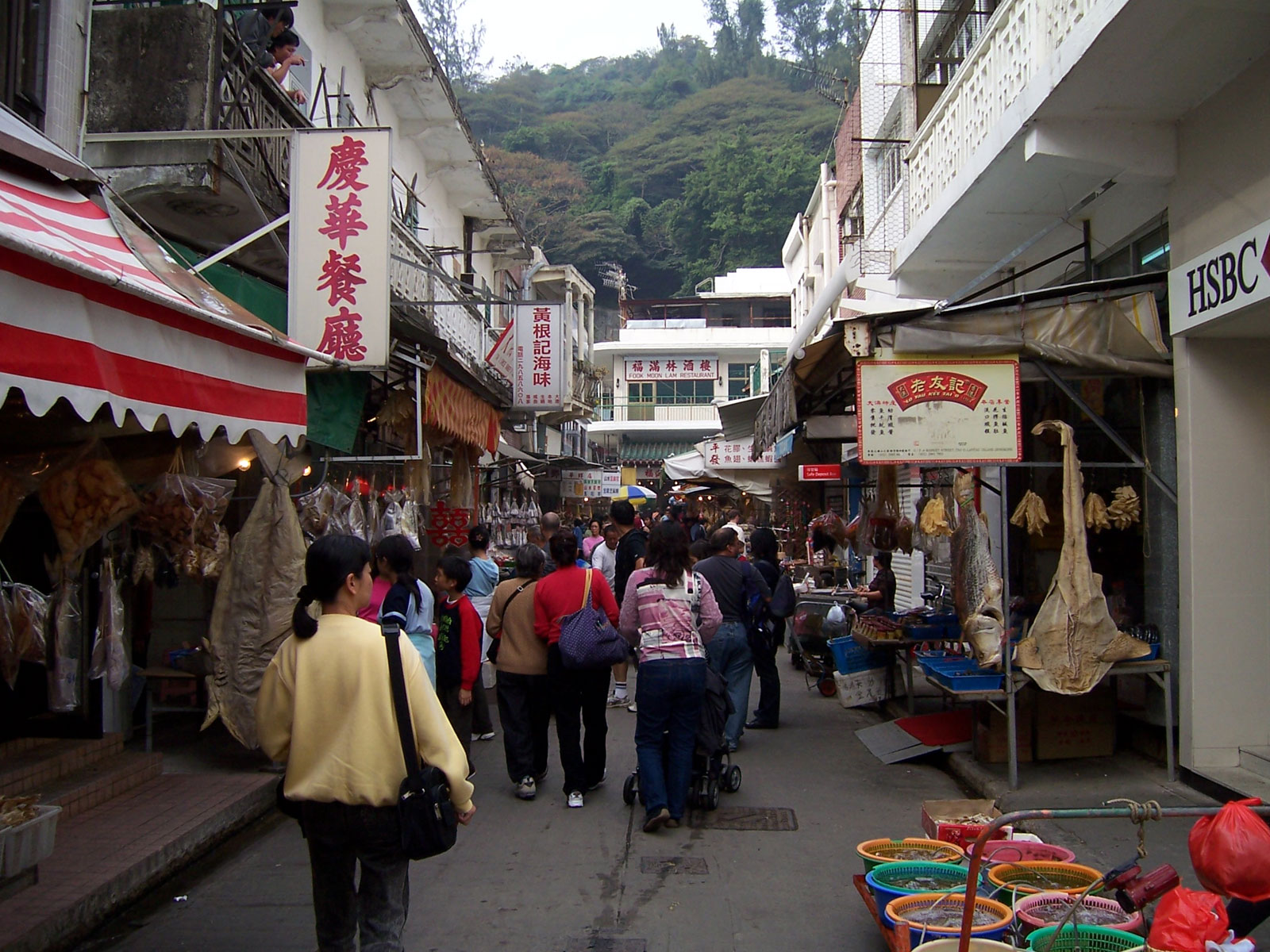
大澳の目抜き通り

対岸の鹽場の遺跡は石器時代のものであるが、人が定住したとされるのはわずか3世紀前からである。大澳には密輸や海賊行為の拠点であったという説や、風雨を防ぐ良港であった、隠れ場があったなどの話が伝わるが、いずれも定かではない。付近の分流集落には、1729年、珠江の海運を守るための要塞が建造された。
宋の時代、大澳は塩の生産で発展した。
16世紀、ポルトガル人が中国南岸に渡来し、タマンと呼ばれる拠点を築いた。ポルトガル王国は大澳周辺も占領して補給基地を建設したが、後の屯門海戦で屯門一帯の明軍に撃退された。当時の拠点は今日も存続し、住民からは「番鬼塘」（「番鬼」は広東語で西洋人を意味する）と呼ばれている。
清朝初期、清と対立していた鄭成功の補給を断つため、遷界令が発令された。後に解除されると、1699年には楊侯廟が建設され、続いて1713年には天后廟、1741年には關帝廟が建立された。
イギリスが占領する頃には、大澳は蛋民の村として知られるようになっていた。国共内戦後には、中国本土から逃れた不法移民が多く集まった。
近年、大澳の漁業は衰退し、漁業のみで生計を立てるのが難しいため、水産加工業へと軸足を移している。地域内には公立学校が1校しか存在しないため、若者の多くは成人すると仕事や勉強のため大澳を離れる。
大澳の棚屋の多くは不法占領の違法建築である。1980年、大澳の棚屋が初めて取り壊され、1993年には地区内のすべての住宅を取り壊すことが発表された。香港返還後、董建華は取り壊した住宅跡にマレーシア風リゾートを建設する計画を提案したが、住民と世論の反対を受け、2002年には住居と塩田の保存が決定された。
2000年7月2日、大澳は火災に見舞われ、沙仔面の90棟を超える家屋がほぼ全焼し、漁場にも悪影響を及ぼした。関係者の間では、元の景観を復元する取り組みがなされている。現存する建築物は仮設バラックや老朽化した棚屋がほとんどを占める。
大澳の交通渋滞や、緊急車両が一部地域に到達できないという問題を改善するため、香港政府は2007年、大澳改善プロジェクトを提案し、中心部から離れた寶珠潭や鹽田に歩行者と緊急車両が通れる橋を建設した。
2008年6月7日、香港天文台は暴風雨警報を発令した。広い範囲で被害が出たが、なかでも大澳地区の被災は甚大で、陸上交通、水道、通信設備が完全に絶たれた。8月27日には、台風ヌーリが香港を襲い、強風・暴風雨情報が出された。この台風では、教会の事務所が浸水する被害が出た。さらに、9月23日から24日にかけて、台風14号が襲来し、大澳では1mを超える高潮が発生、深刻な浸水被害が出たほか、半年と経たずして再び電力供給も絶たれた。2018年にも、台風22号による浸水被害が出た。

## 漁業
大澳は珠江の河口に位置し、水路が天然の良港となっており、漁業拠点として使われてきた。関帝廟に残る1903年の碑文によると、当時の漁船は「罟船」、「網艇」、「釣艇」の3種類があり、漁獲物は船を使って他の地域へ販売された。近海では、イシモチ、ボラ、ハマチ、サバなどが多く生息する。漁師は大尾艇と呼ばれる漁船で操業し、主にイシモチやボラを獲っていた。漁業が盛んであった1950年代初頭には、300隻もの大尾艇が存在した。その後、香港政府は推進機関を備えた漁船への転換を推奨し、機械化された漁船は1940年に116隻だったのに対し、1960年代には1,747隻と急増している。しかし、漁業の中心であったイシモチの漁獲高は1954年から減少し始め、1958年には1954年の半分まで減ったため、大澳は大打撃を受けた。大澳の漁業は1950年代後半から衰退し、1960年代になるとイシモチが獲れなくなってしまった。1970年代には、珠江周辺の漁場資源が枯渇し、漁師は遠洋漁業に行かざるを得なくなった。これにより売上高は幾分持ち直したものの漁船の数は減り続け、1980年代には大澳の占める漁船の数が香港全体の3％にまで減った。

## 観光

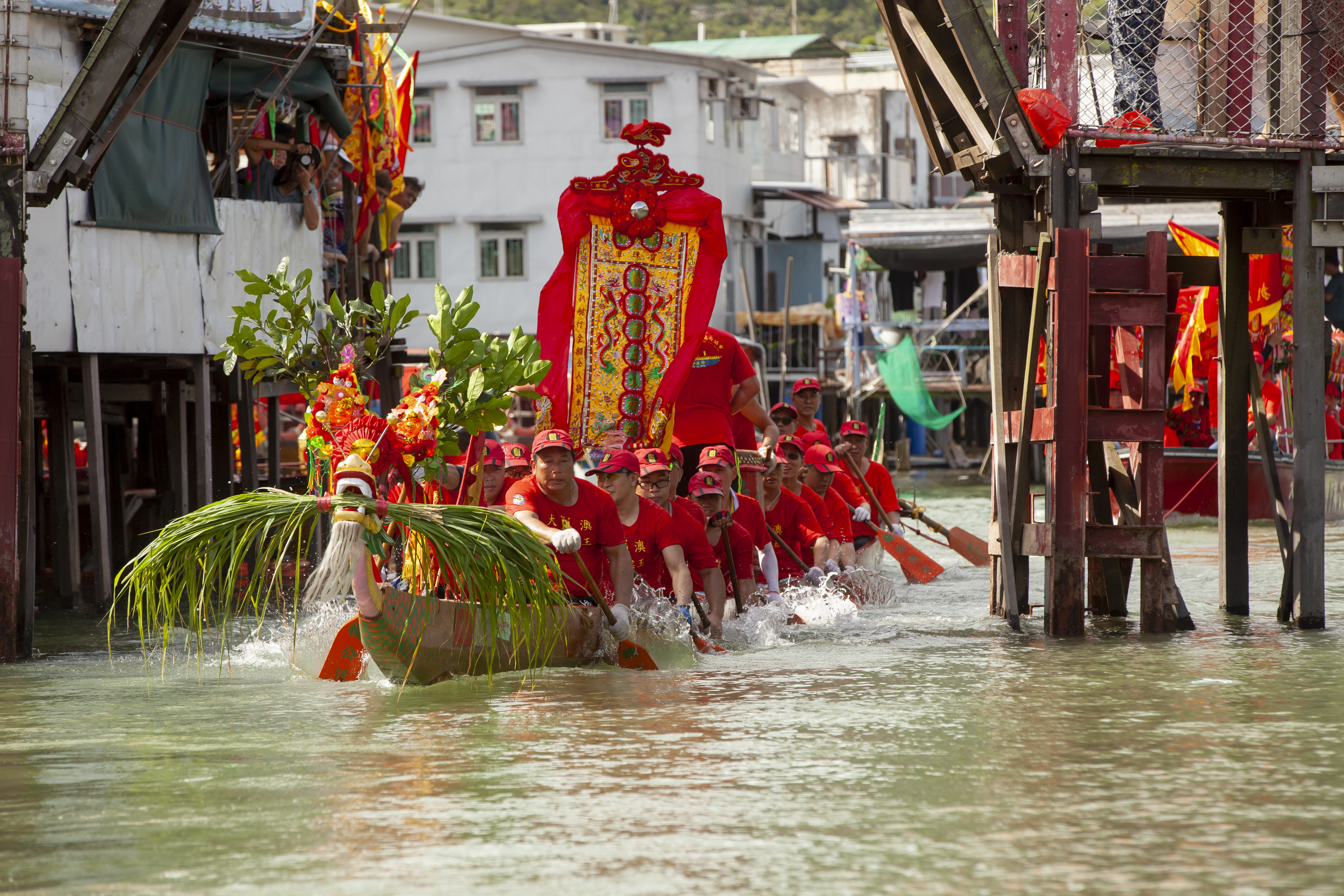
ドラゴンボート

2000年7月2日の大火を乗り越え、現在でも大澳は香港の人気観光スポットとなっている。水路沿いの棚屋には今でも漁村の雰囲気が色濃く残っている。観光客に親しまれた、地元の女性が漕ぐ水路横断の船は、1996年9月26日に鉄橋が完成すると姿を消した。この船は、人力でロープを引くサンパンであることから、「縄橋」と呼ばれていた。
大澳の名産品として、塩漬けの魚、茶菓子、シュリンプペースト、魚の鰾が知られており、大澳街市街などで売られている。石仔埗街にも店舗が集まっている。また、数十元で村人が運転するボートに乗船するツアーが出ており、水路や近海へ出向いて水郷を楽しむことができるほか、シナウスイロイルカを見ることもできる。中国との距離が近いため、ボートが海上にいる間は中国からの電波が入る。
大澳は海水と淡水が入り交じる場所にあるため、近隣にはマングローブが広がっている。また、多くのシオマネキやムツゴロウが生息している。
楊侯古廟は、南宋時代の高級役人である楊亮節をまつり、清の康熙時代に建設された。大澳地区の主廟であり、毎年端午の節句には、最初に行って神を迎える場所となっている。
2000年にオープンした大澳文化博物館は、香港初の民間博物館として、非営利団体の大澳文化工作室が設立した。また、製塩文化資料館や観光資源センターの設置も提案されている。2008年9月25日、博物館は台風14号に襲われ、内部のほとんどが浸水、破壊された。工作室の担当者は、資金問題のため今後の運営が立ち行かなくなる可能性を示唆した。
2011年、大澳で端午の節句に開催されるドラゴンボートフェスティバルが国家無形文化遺産リストに登録され、観光業の盛り上がりが期待されている。

## 施設
| - 大澳街市 - 舊大澳消防局 - 賽馬會大澳診所 - 大澳郵政局 - 大澳大會堂 - 大澳社區中心 - 大澳遊樂場 | ホテル - 大澳ヘリテージホテル 公営住宅 - 龍田邨 - 龍軒苑 - 天利苑 |

### 学校
| 中学校 - 佛教筏可紀念中学 中学校 - 中華基督教會大澳小学 - 永助学校 - 1937年開校、2003年8月31日閉校 - 大澳公立学校 - 1999年8月31日閉校、2004年再開 | 幼稚園 - 基督教宣道會大澳幼稚園 - 1961年設立 - 佛教張梅桂幼稚園 - 1995年設立 武術学校 - 香港少林武術文化センター |

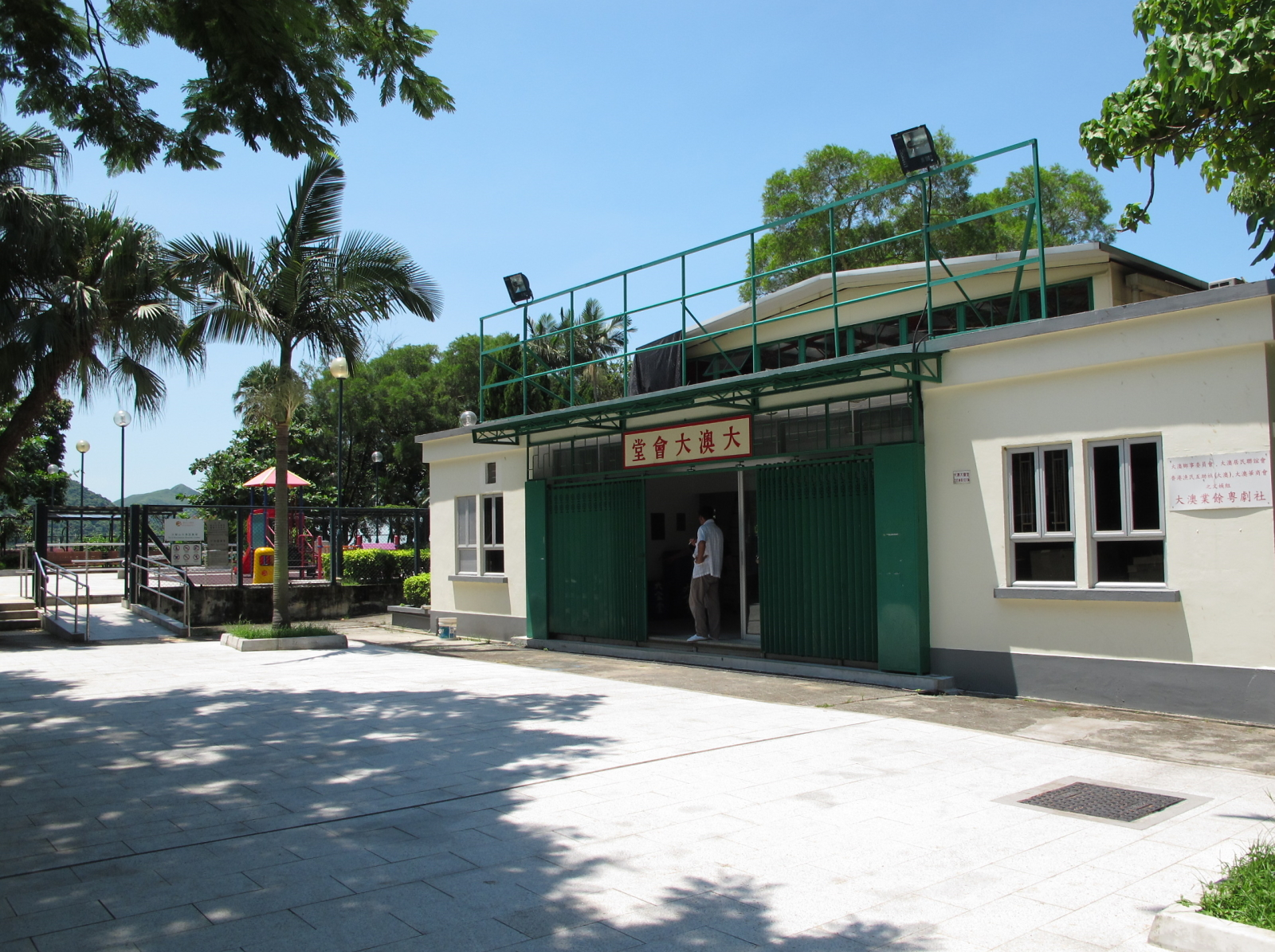
大澳大會堂
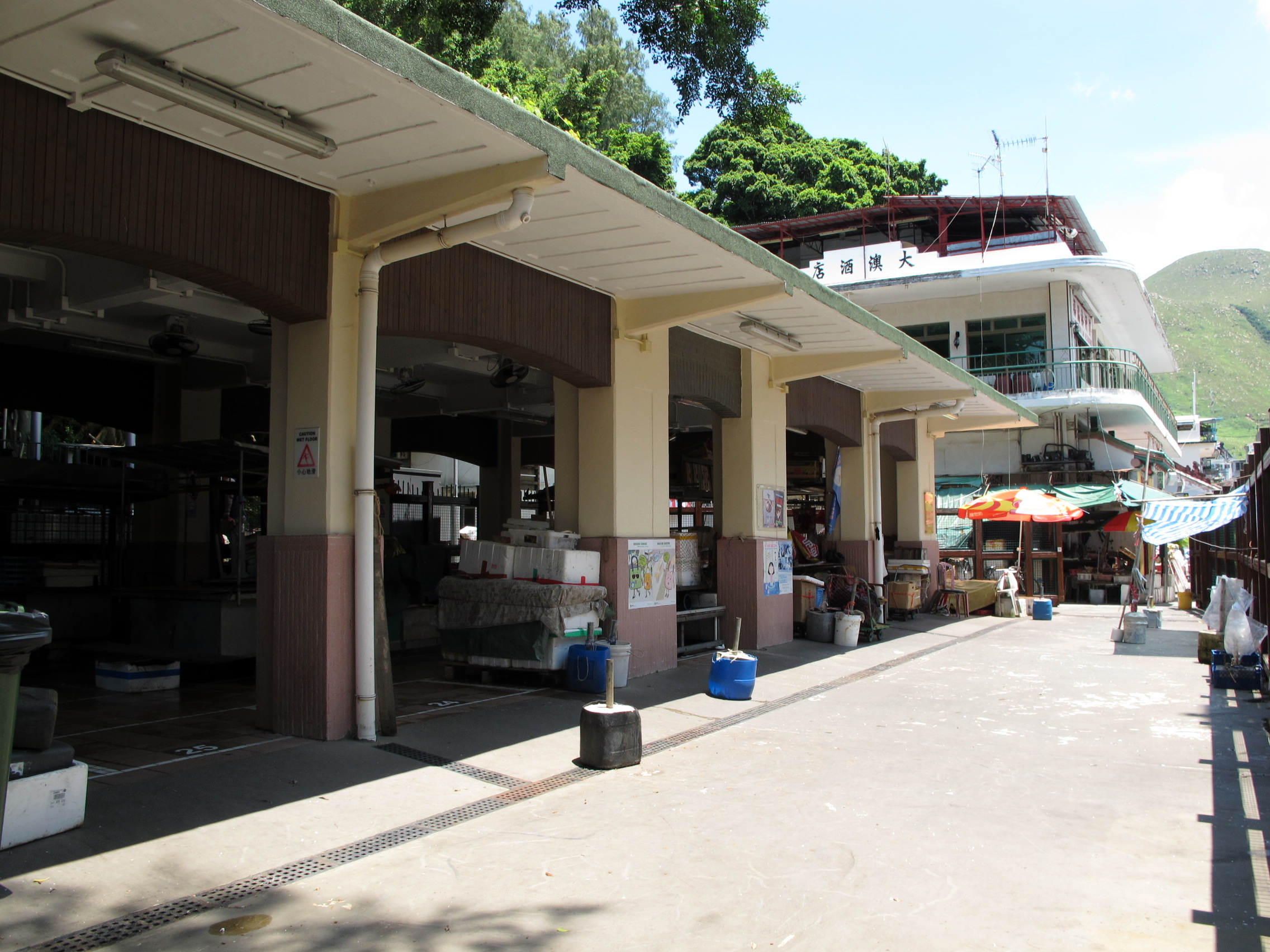
大澳街市
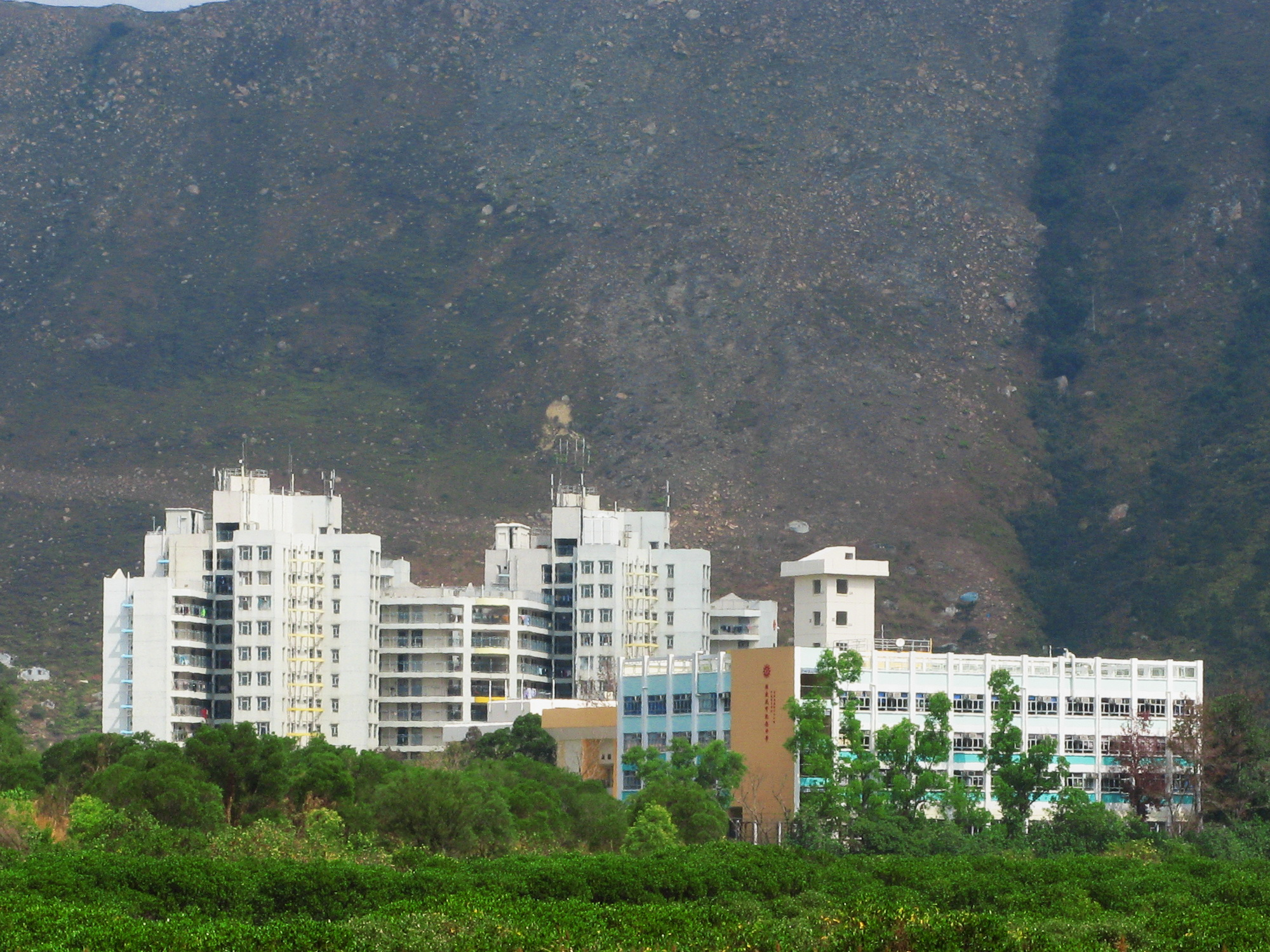
龍田邨（左）と佛教筏可紀念中学（右）
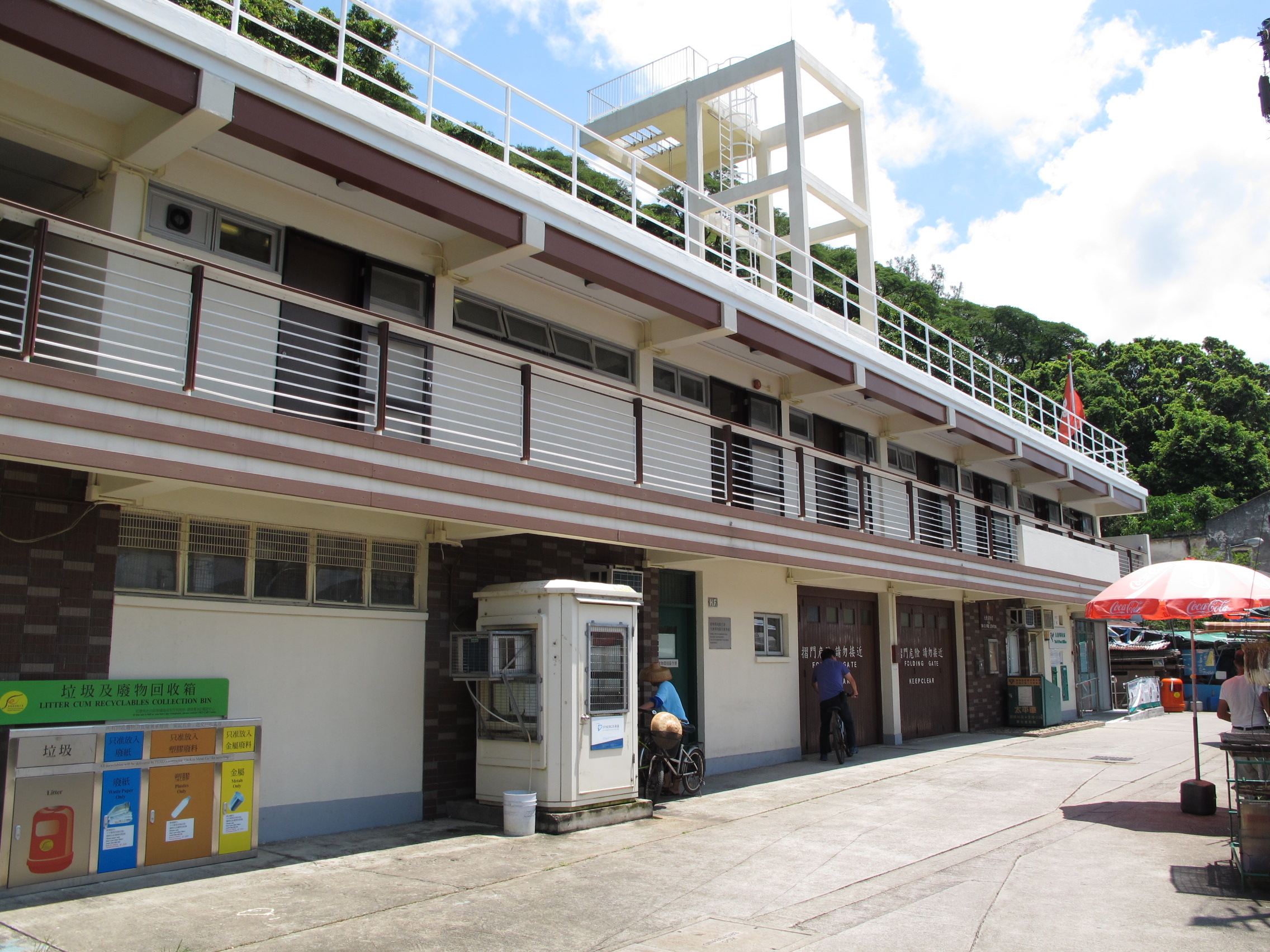
舊大澳消防局
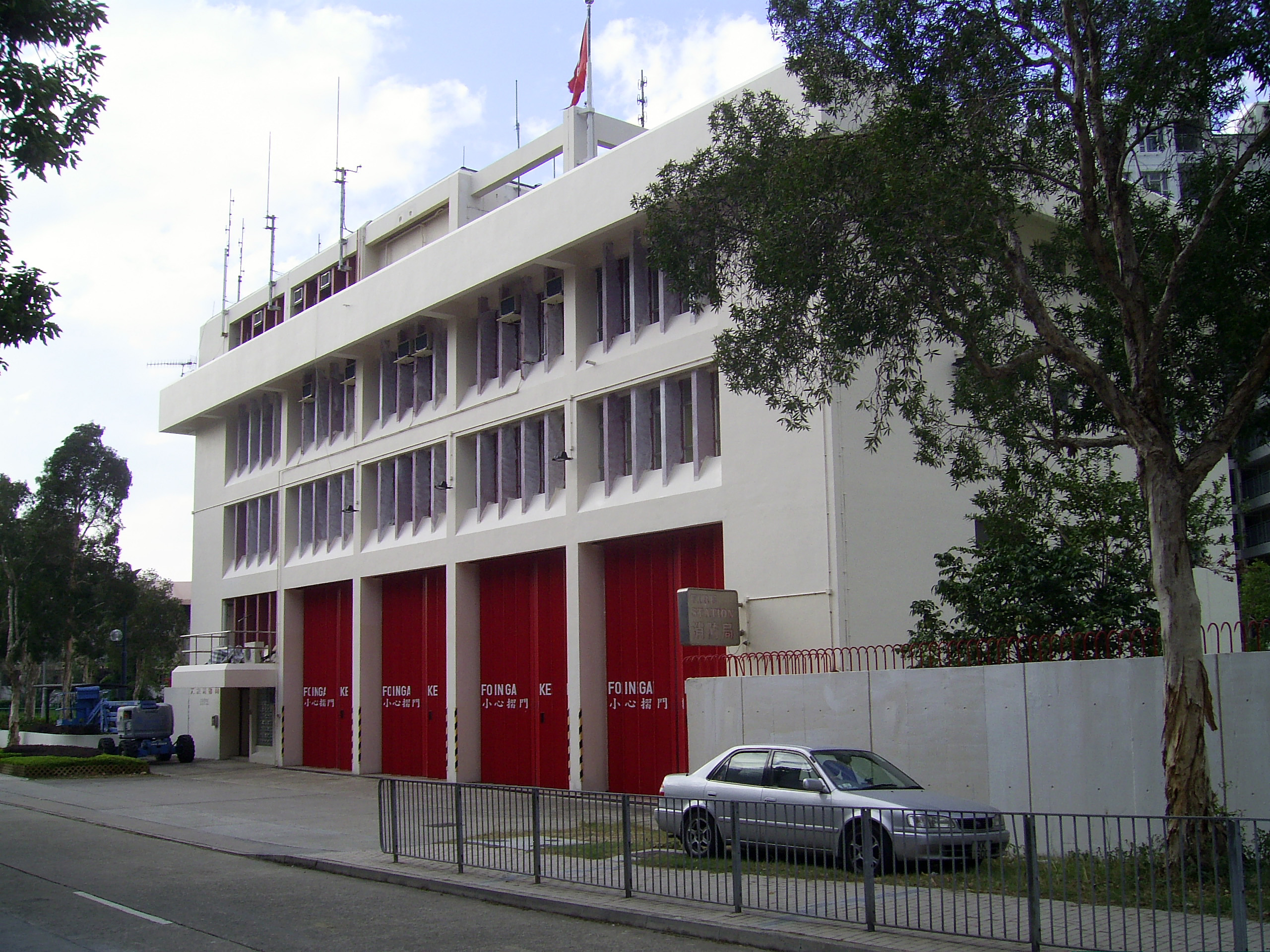
大澳分區消防局（新局）
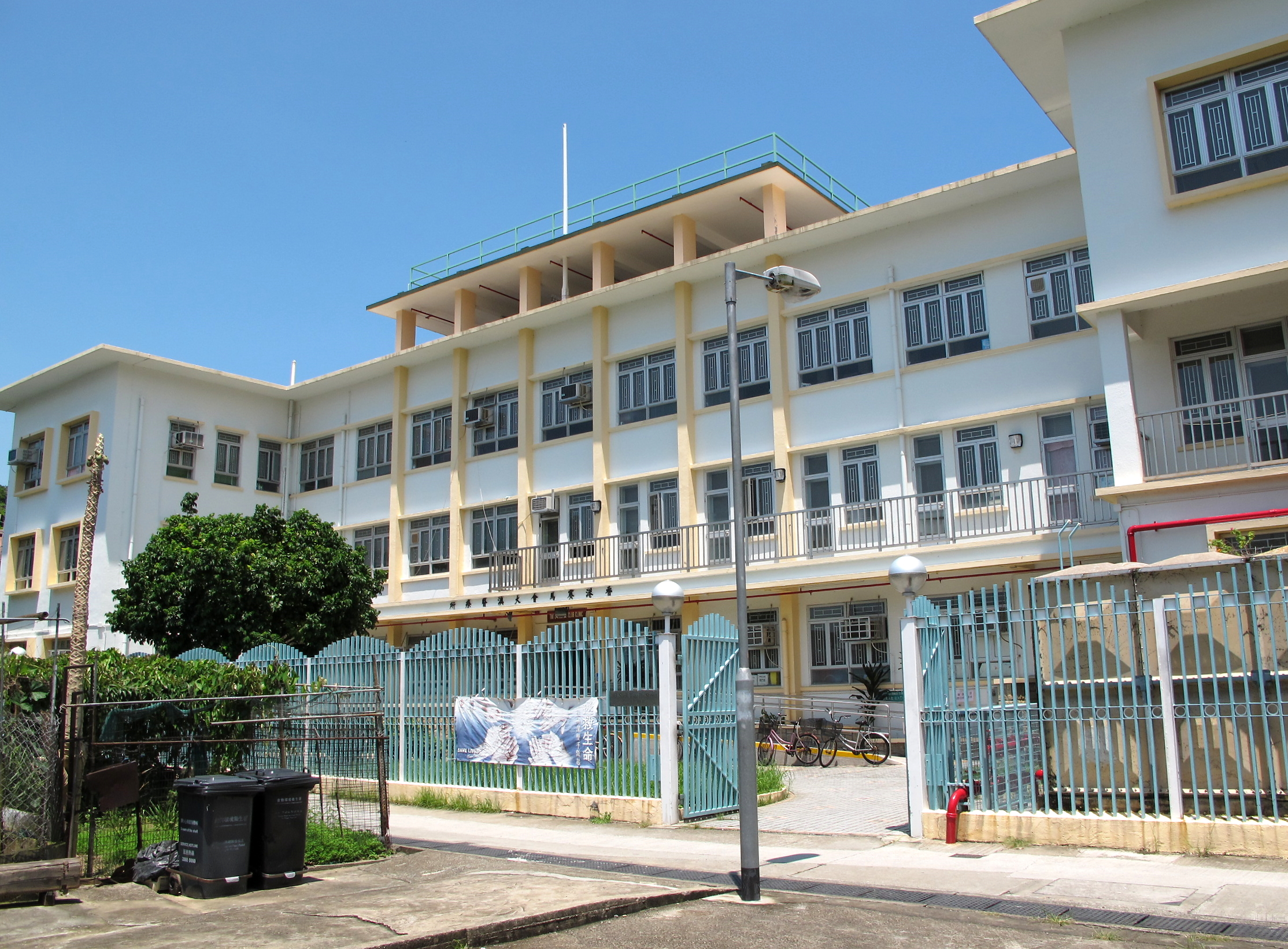
大澳賽馬會普通科門診診所
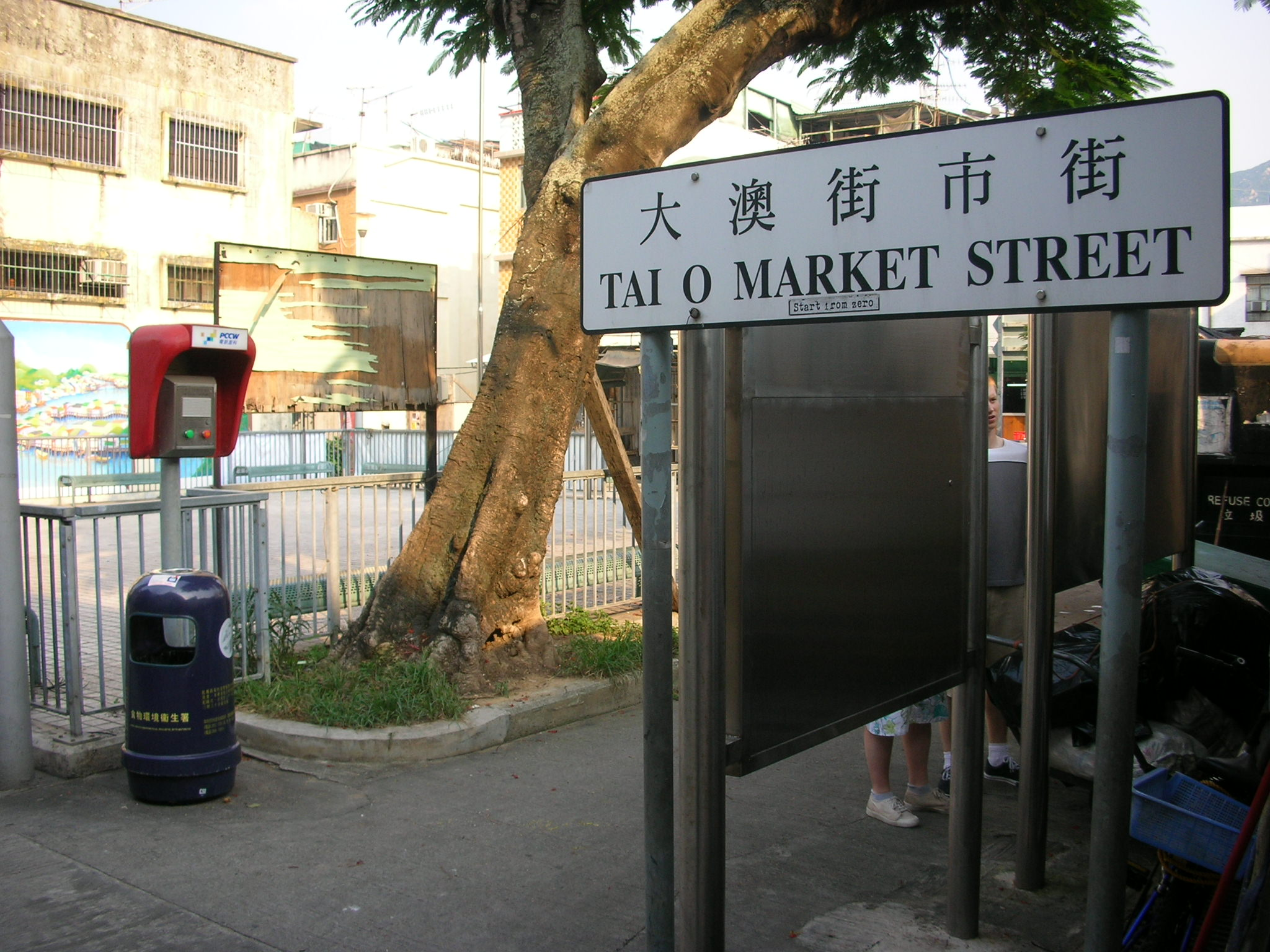
大澳街市街
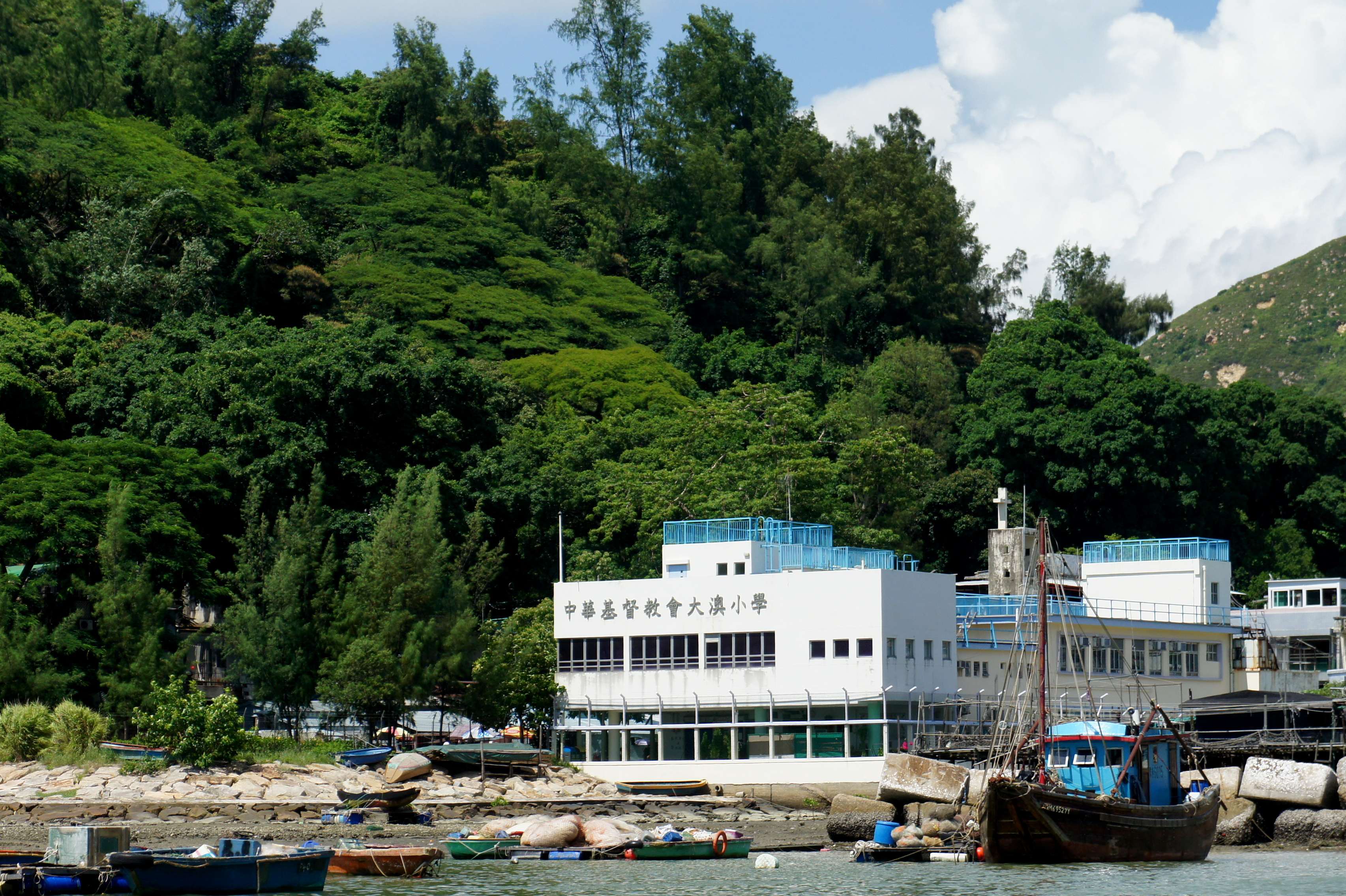
中華基督教會大澳小学
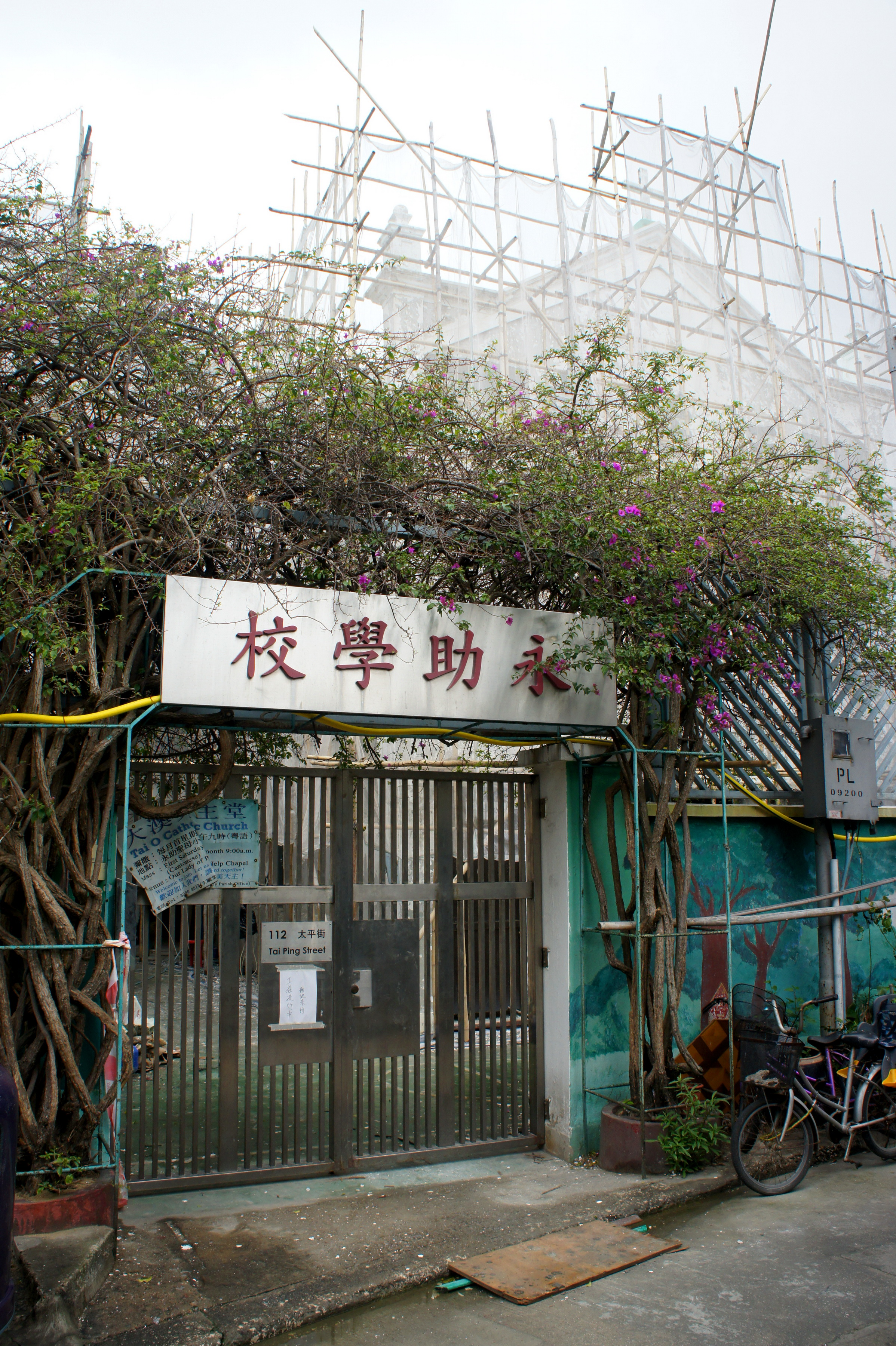
永助学校（閉校）
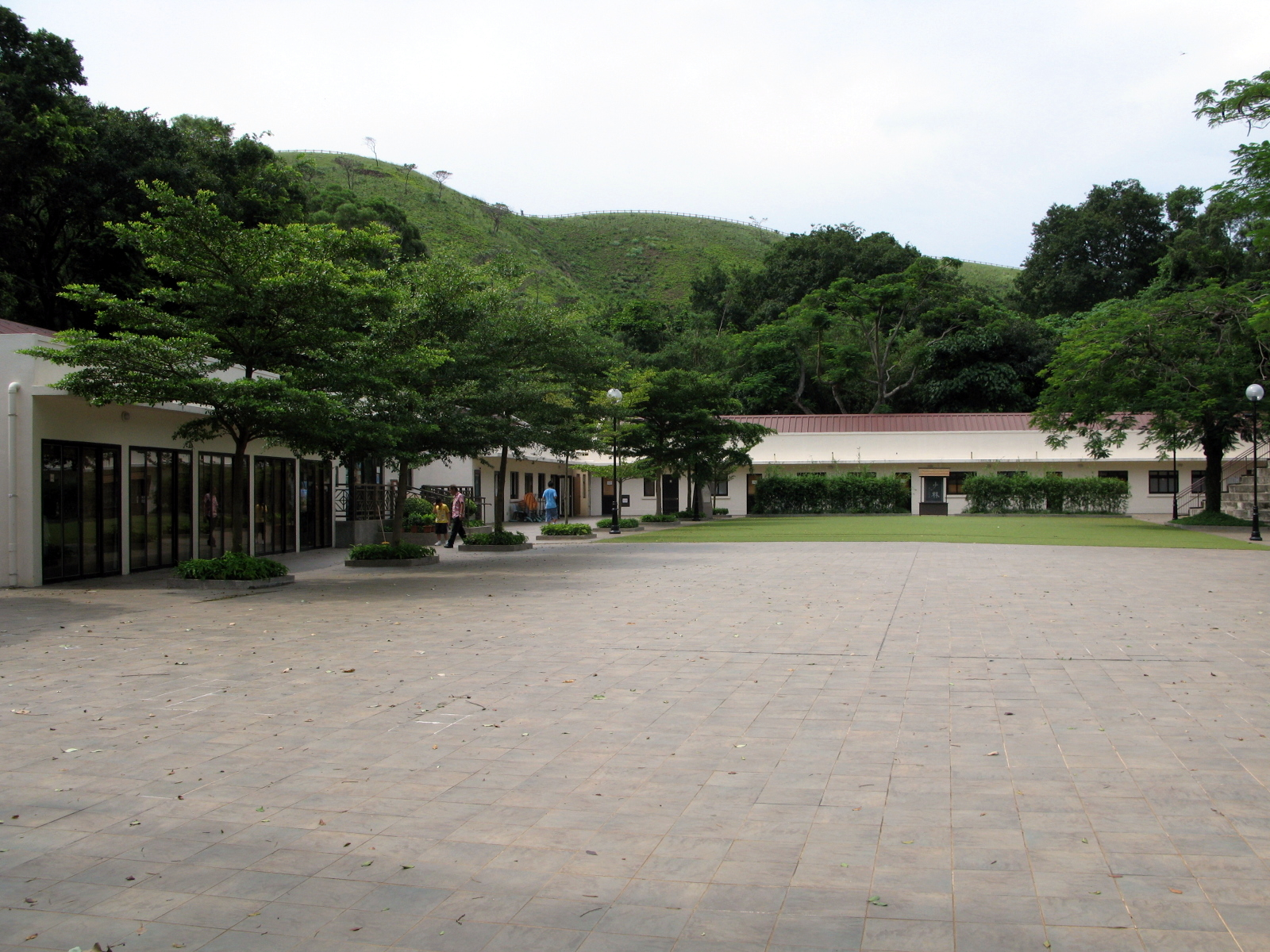
大澳少林寺武術学校

### 歴史的建造物
| - 舊大澳警署 - 2012年大澳ヘリテージホテルとしてリオープン - 洪聖古廟 - 關帝古廟 - 楊侯古廟 - 大澳市場 - 龍巖寺 - 華光古廟 - 大澳慈善方便院 - 香港三級歴史建築 - 大澳天后古廟（北市天后古廟） | - 大澳新村天后古廟（鹽田天后古廟） - 義塚 - 李錦記舊址 - 嶼北界碑 - 大澳街市街二號及四號 - 香港二級歴史建築 - 永慶火油倉 - 石狗 - 盤瓠 - 鹽田遺址 |

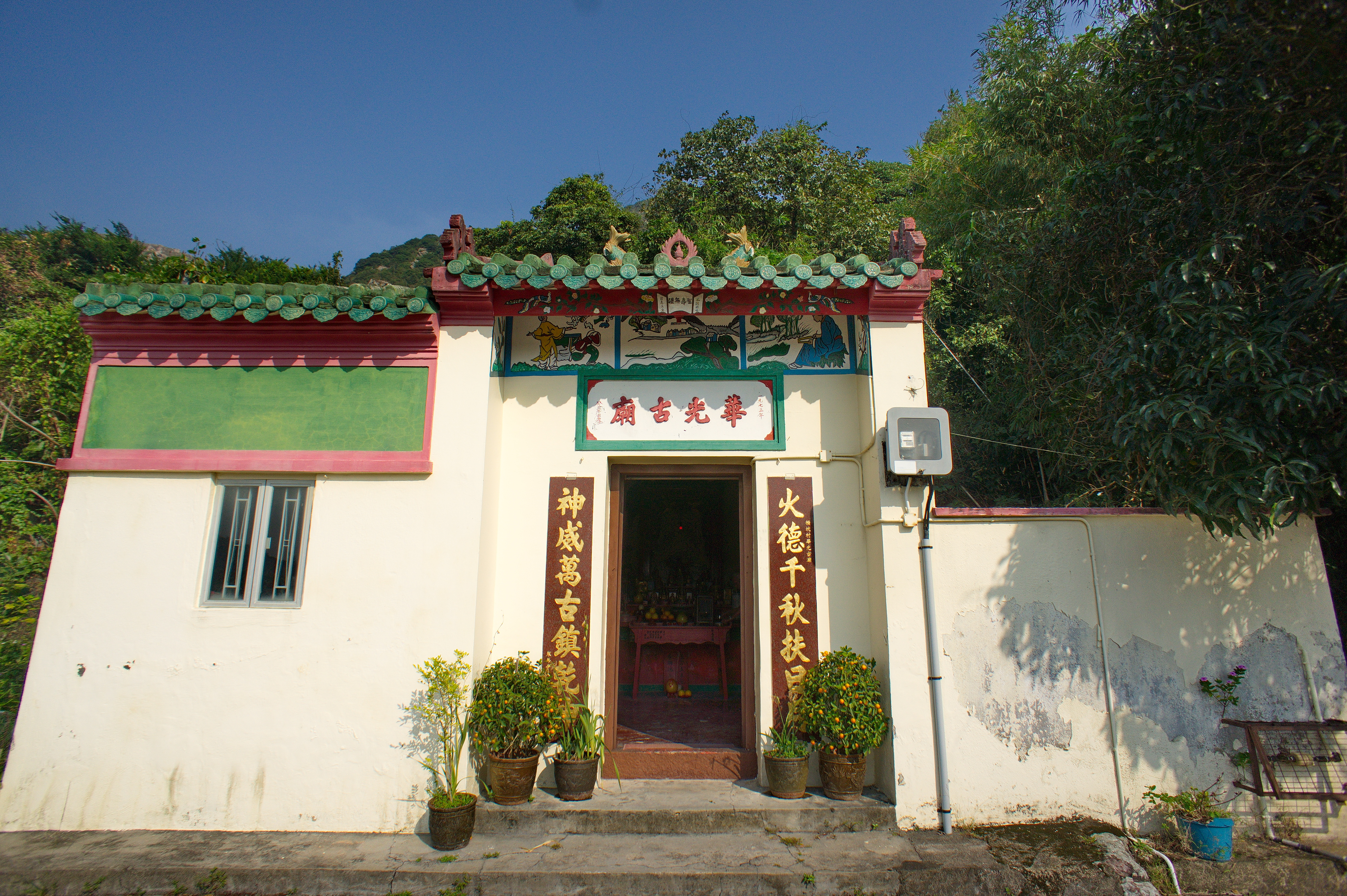
華光古廟
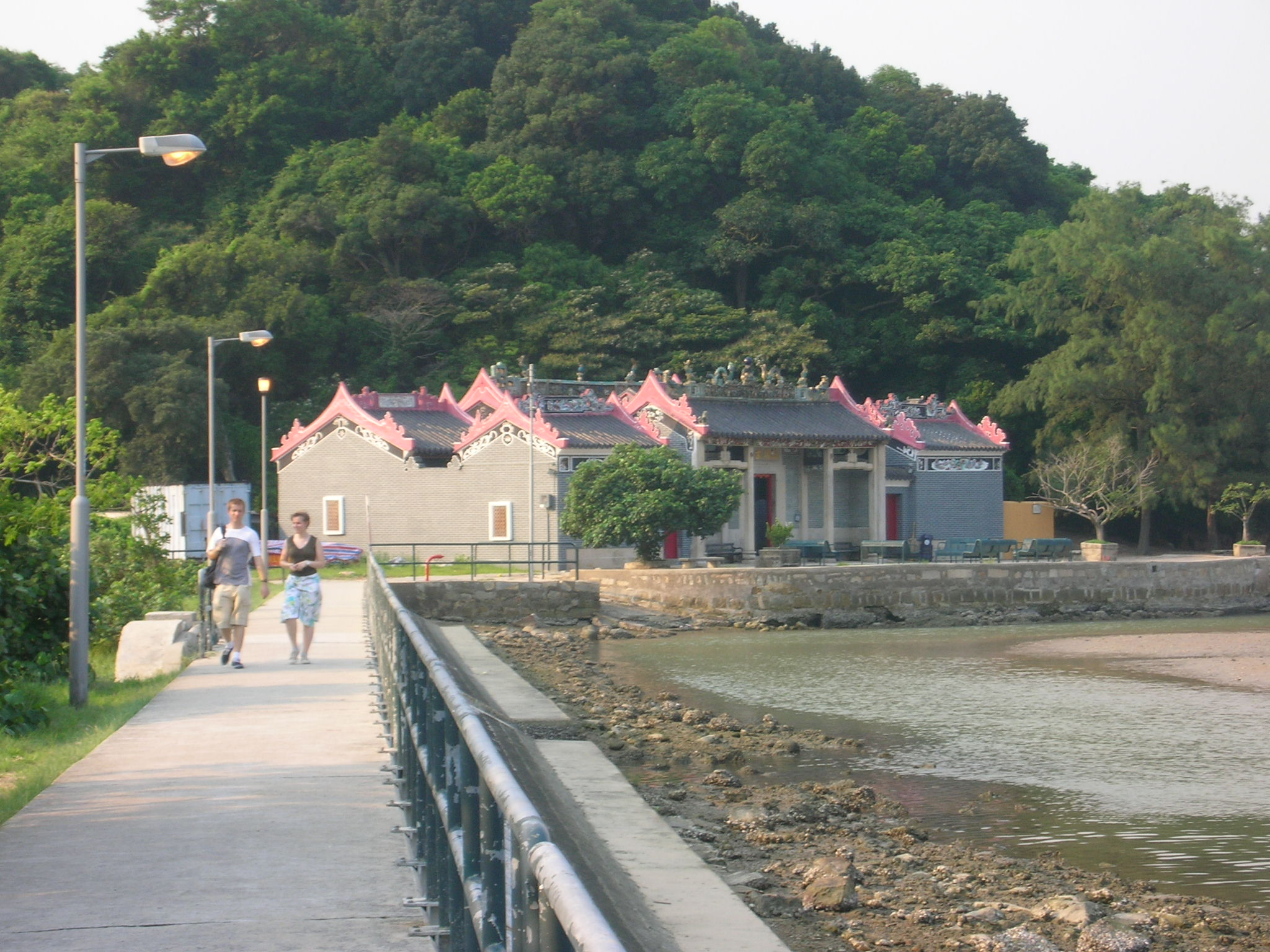
大澳楊侯古廟
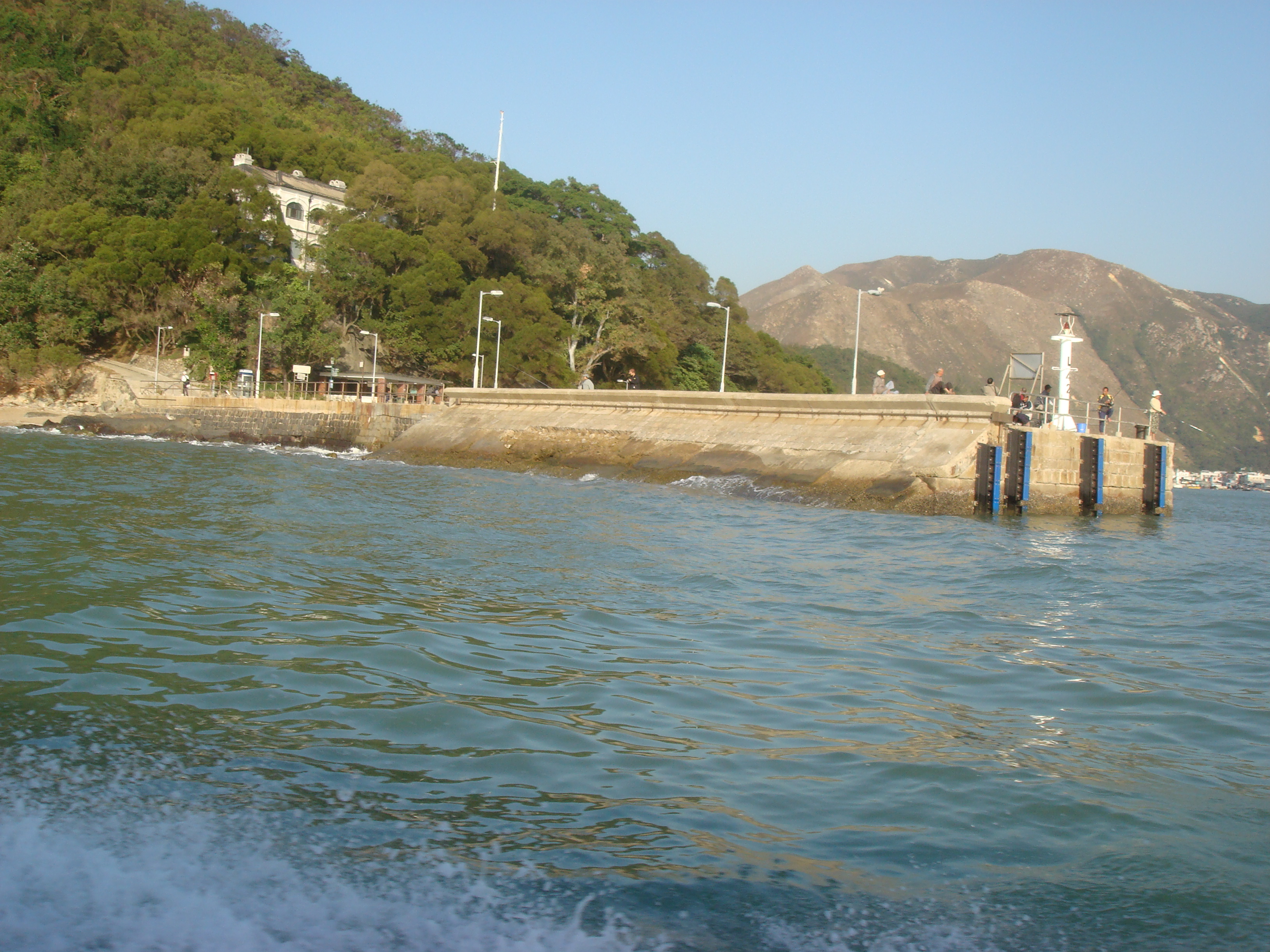
大澳碼頭與舊大澳警署
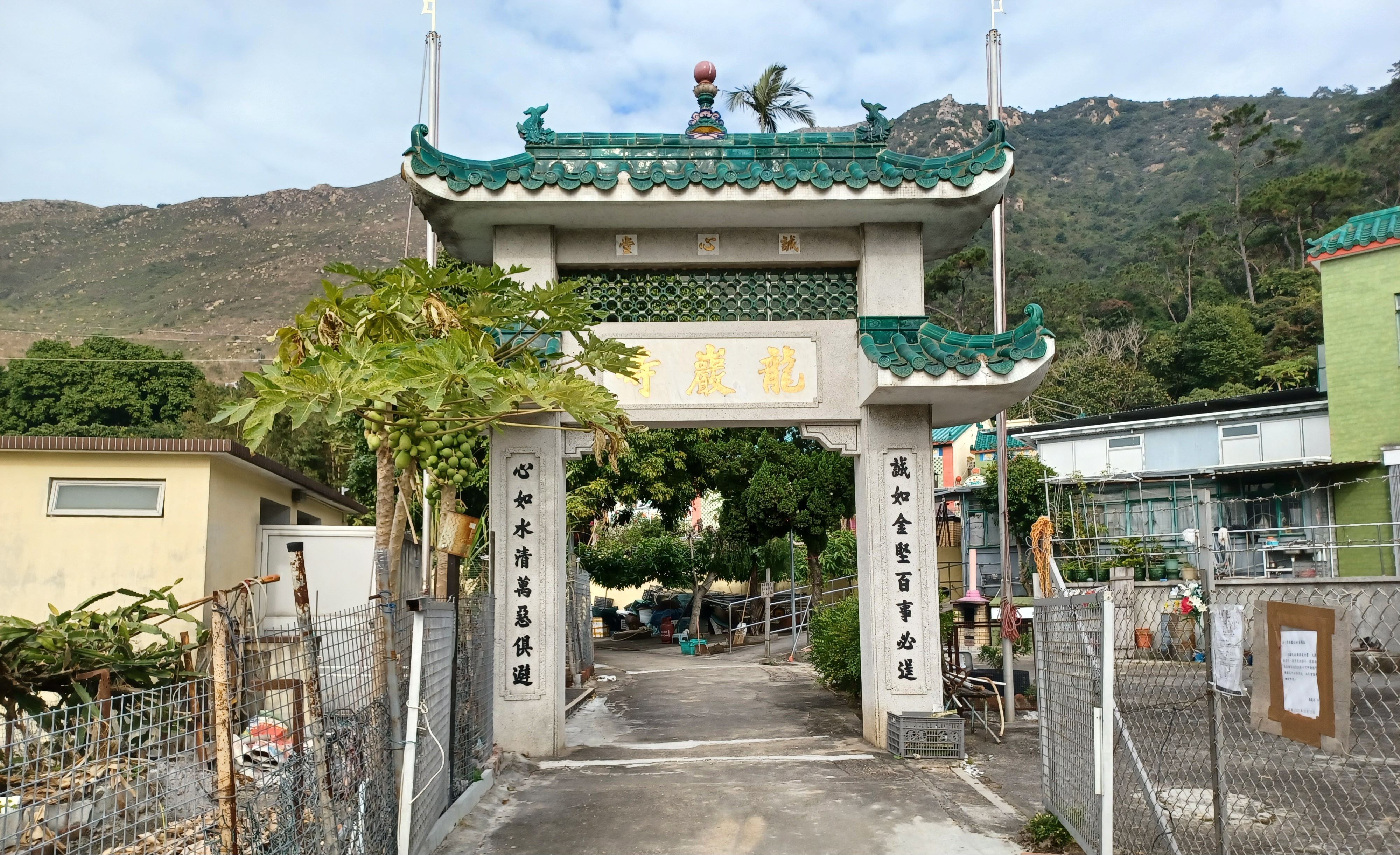
大澳龍巖寺牌坊
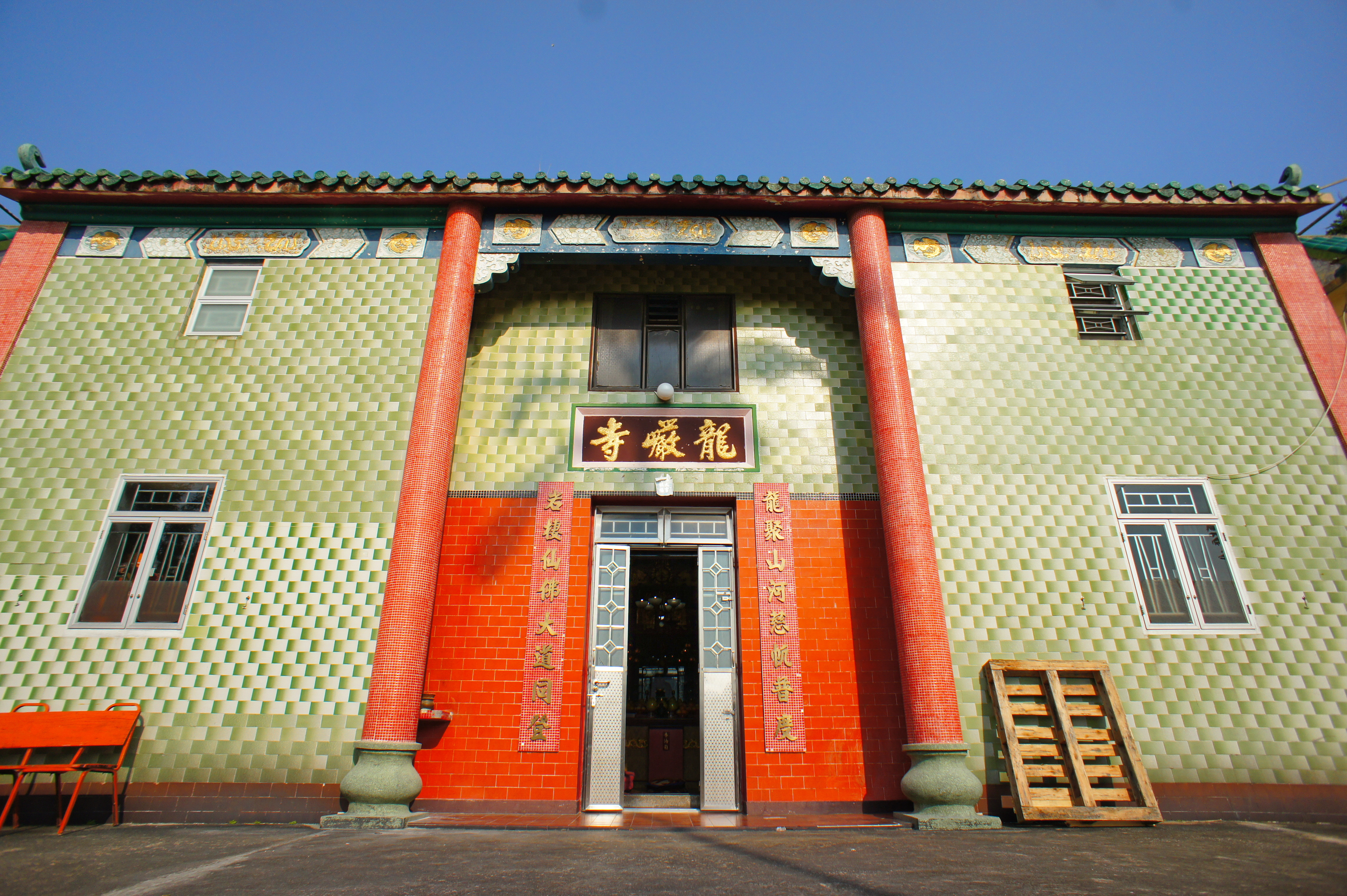
大澳龍巖寺
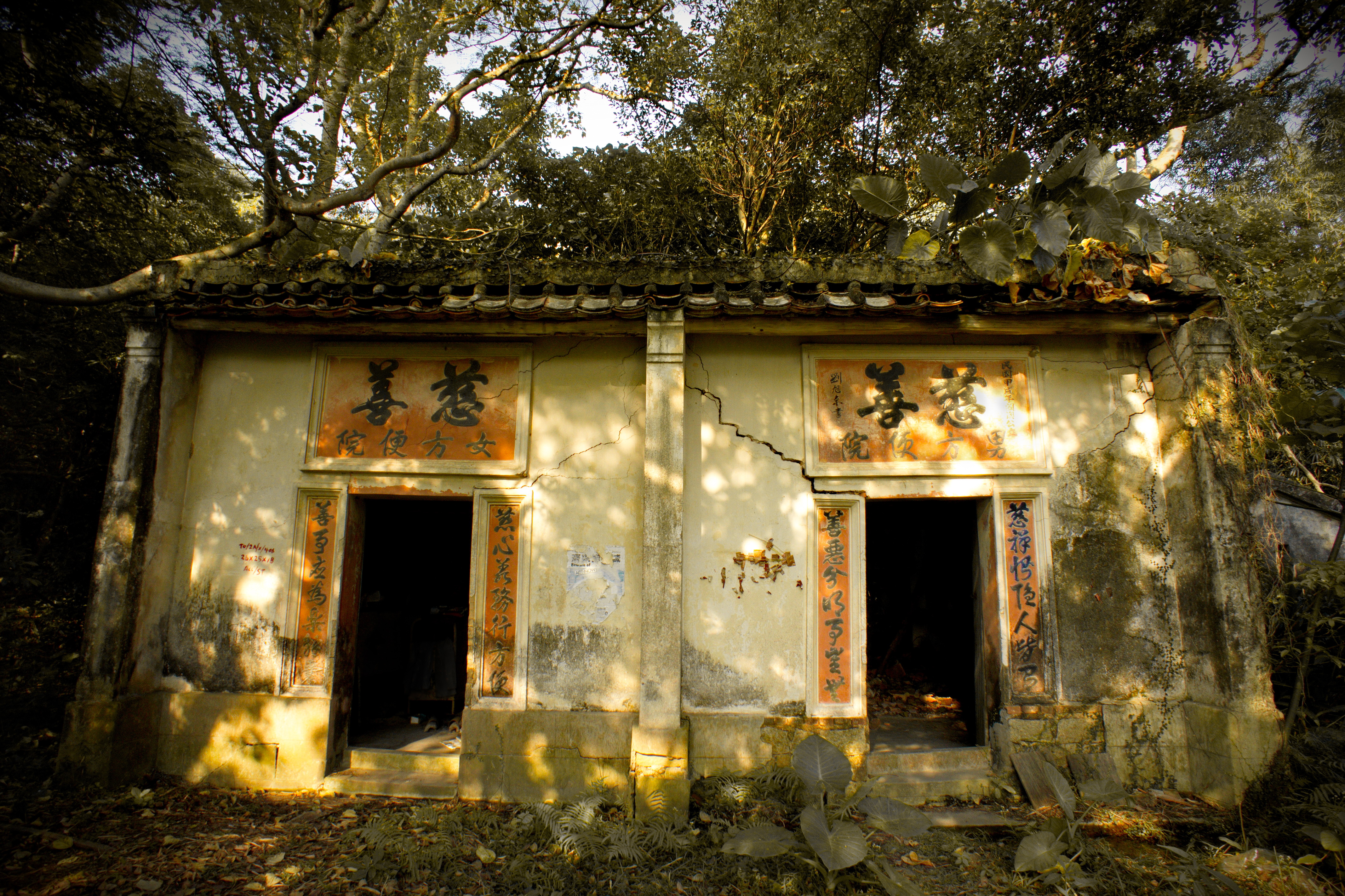
大澳慈善方便院

## 交通
バス
大澳へは、以下からそれぞれバスが出ている。
- 梅窩（新大嶼山バス1、N1）
- 東涌駅（新大嶼山バス11）
- 昂坪（新大嶼山バス21）

フェリー

屯門、東涌、沙螺湾、大澳を結ぶ船

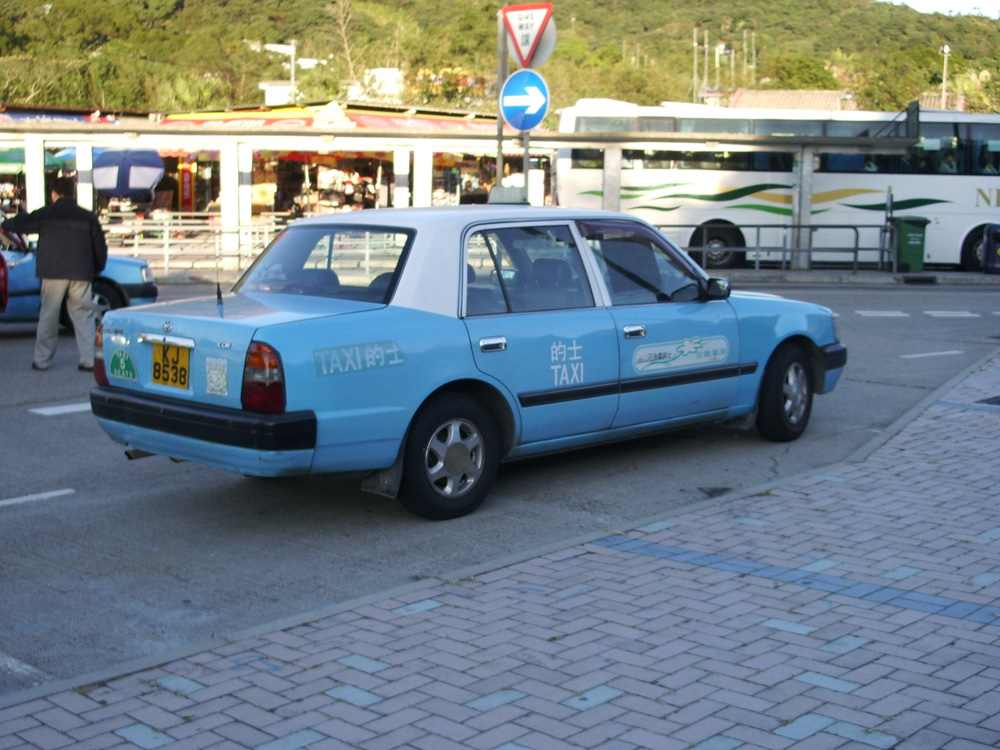
ランタオ島のタクシー

バスターミナルの近くに桟橋があり、毎日営業。以下の路線がある。
- 屯門
- 東涌
- 沙螺湾

将来の計画
- 昂坪360：昂坪から大澳までのロープウェイ
- LRT：東涌から大澳まで沿岸を走る[16]

## その他
1955年までは、大澳とランタオ島全域の電力を大澳合衆電力公司が担っていたが、後にCLPホールディングスに買収された。

## ギャラリー

大澳のパノラマ

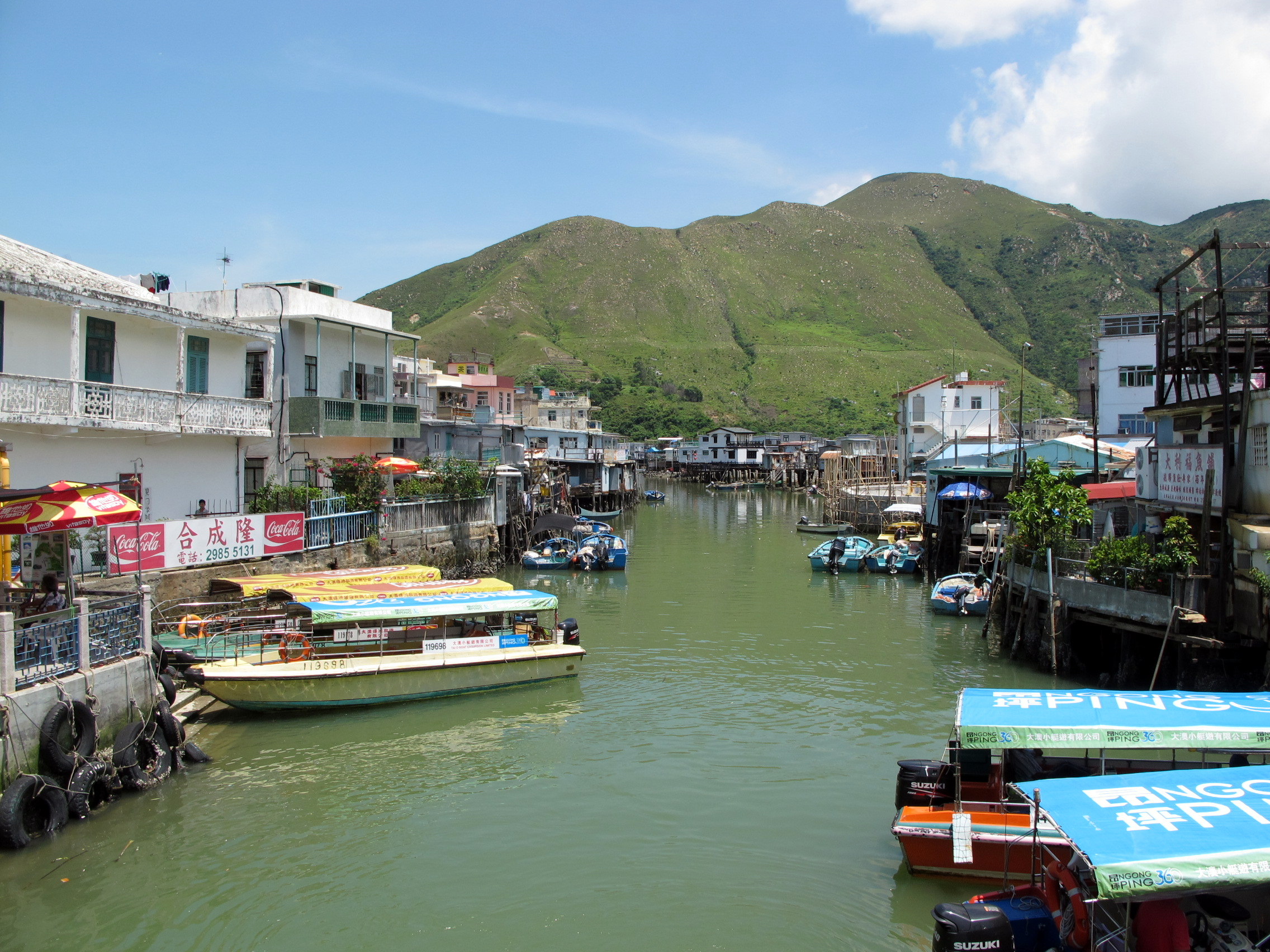
大澳の棚屋
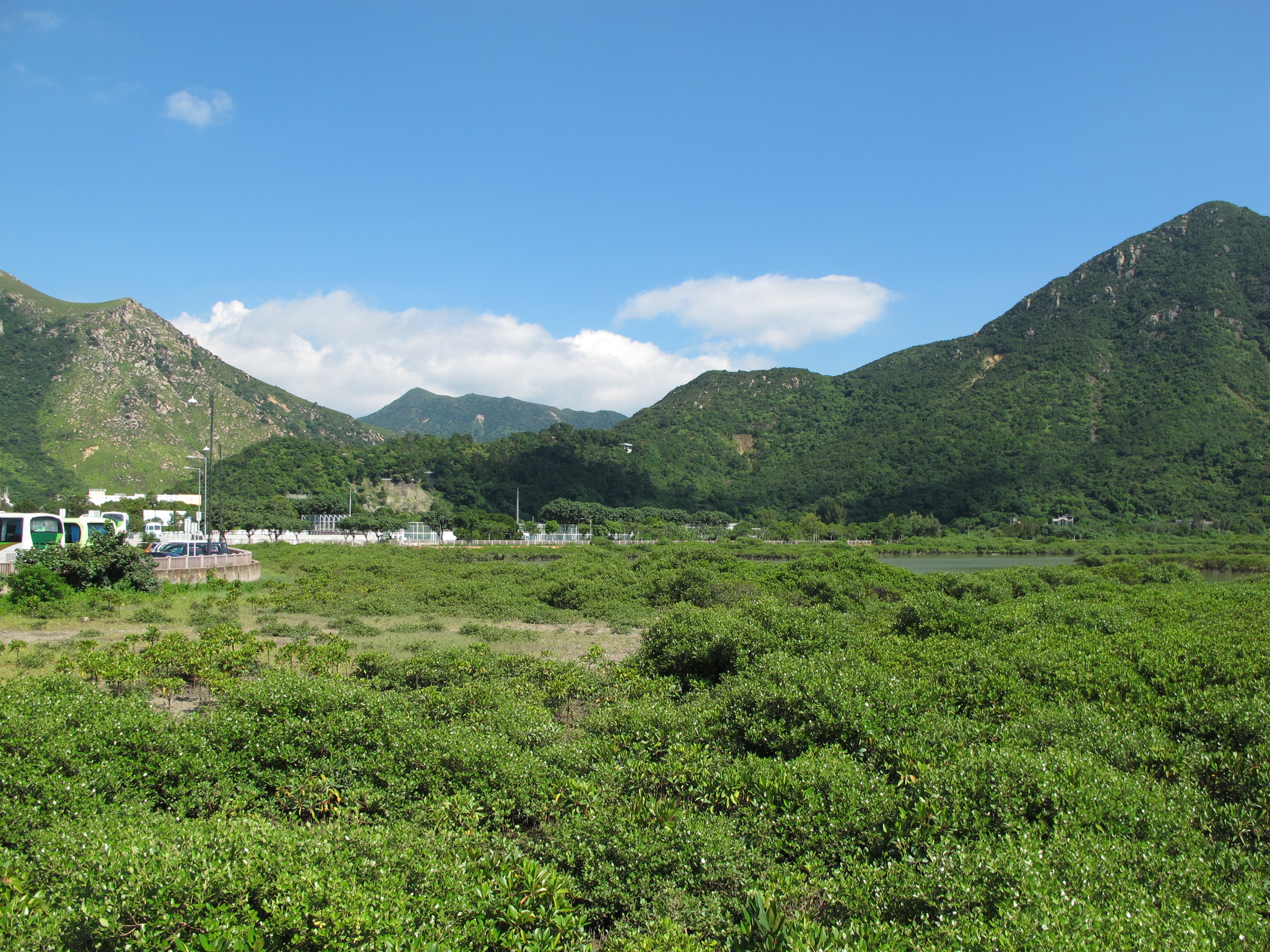
マングローブ
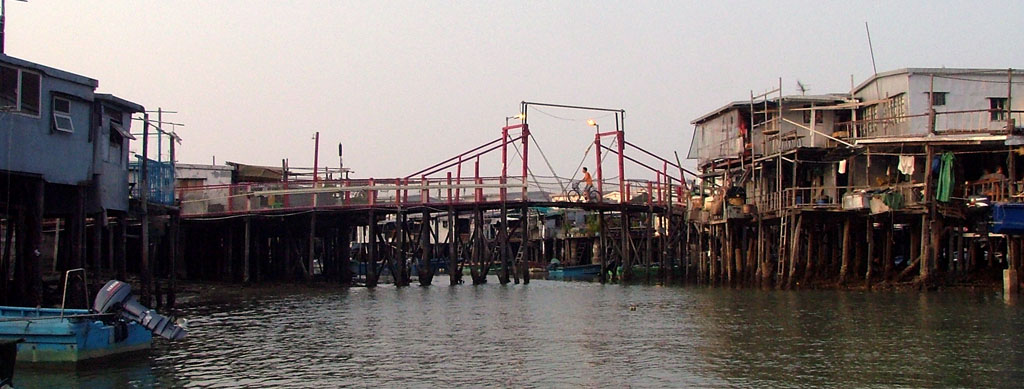
新基大橋は大澳島と新基を結ぶ
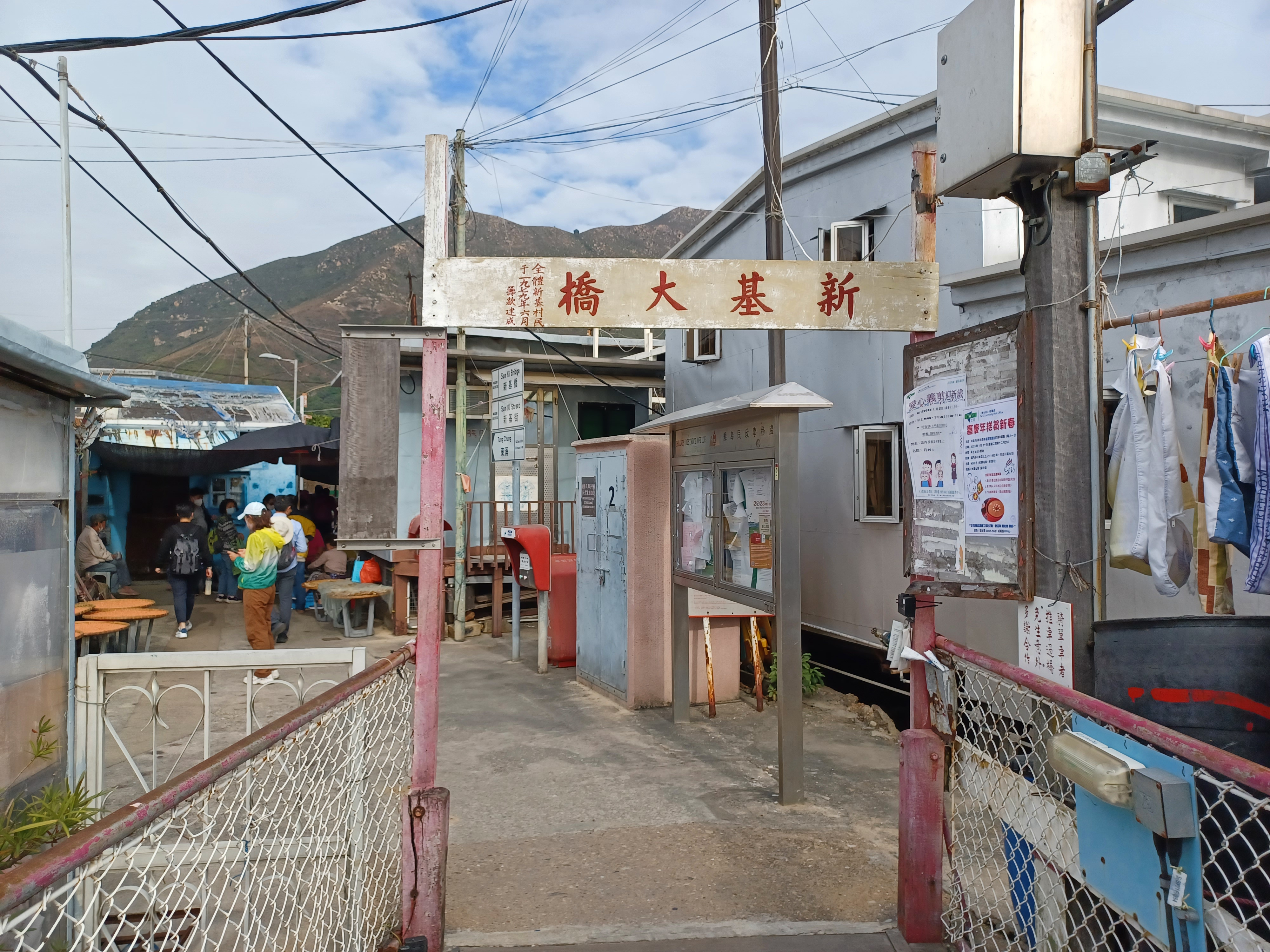
新基大橋から見る新基街
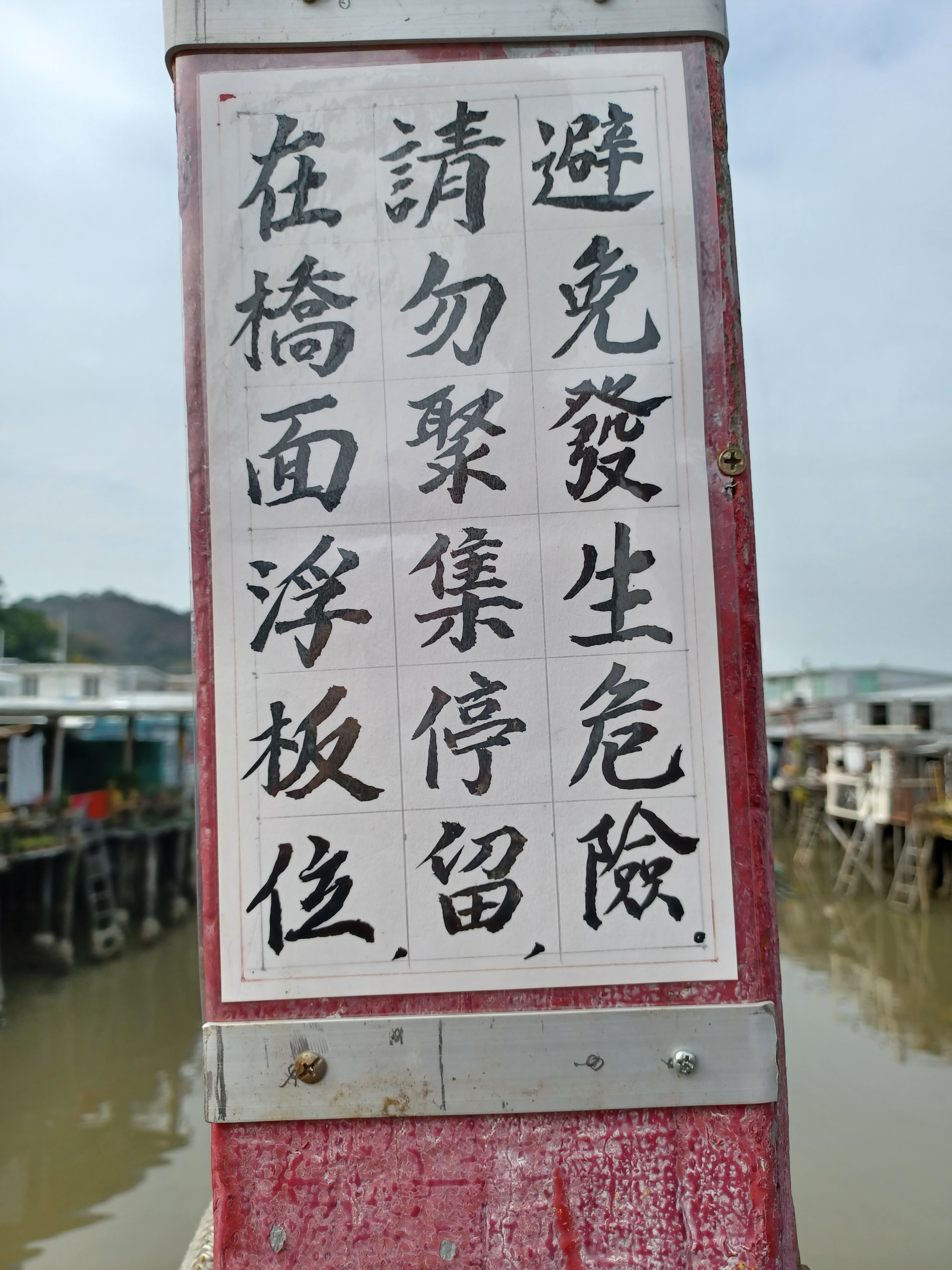
新基大橋にある注意書き
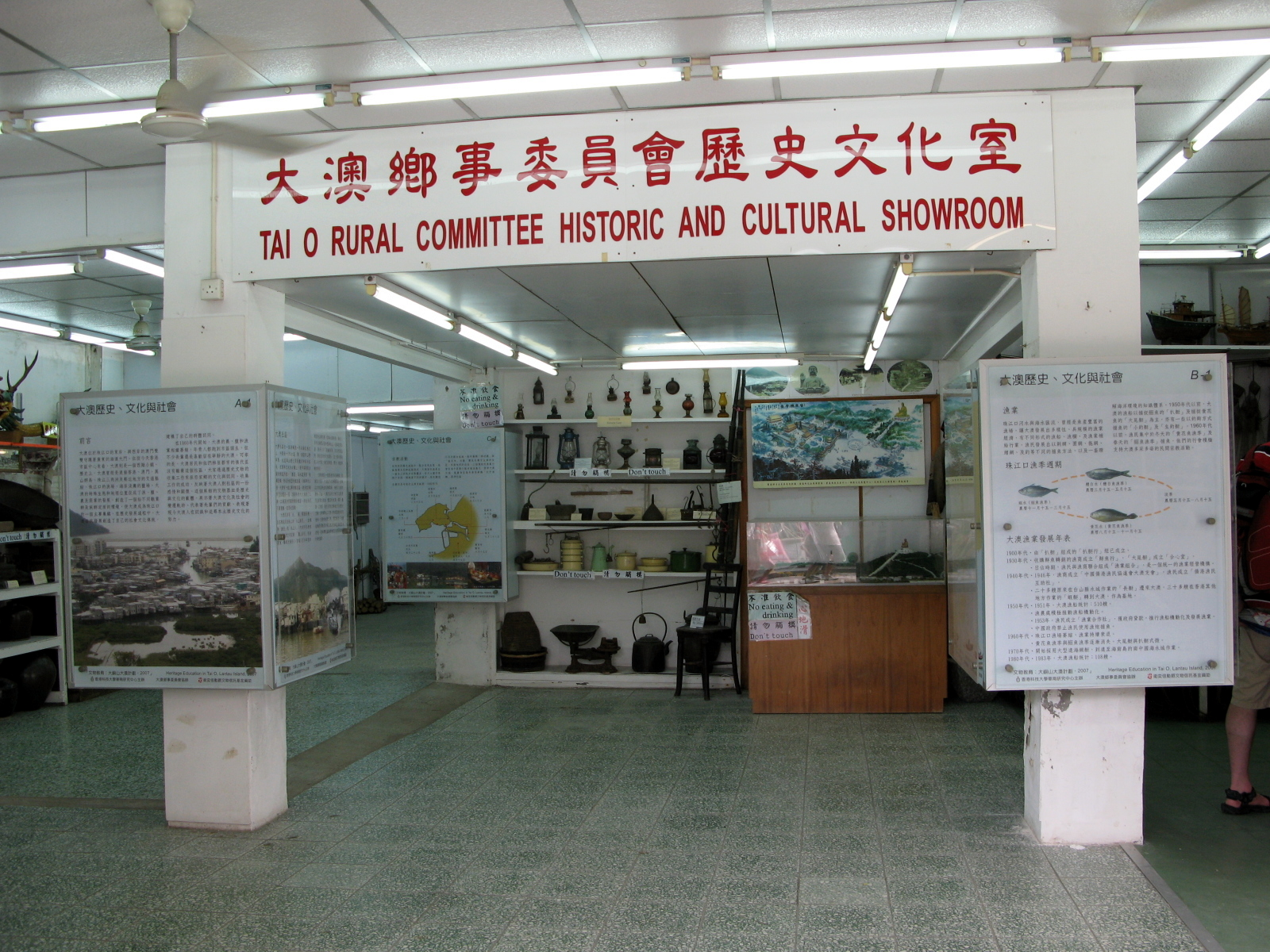
大澳文化工作室の展示品
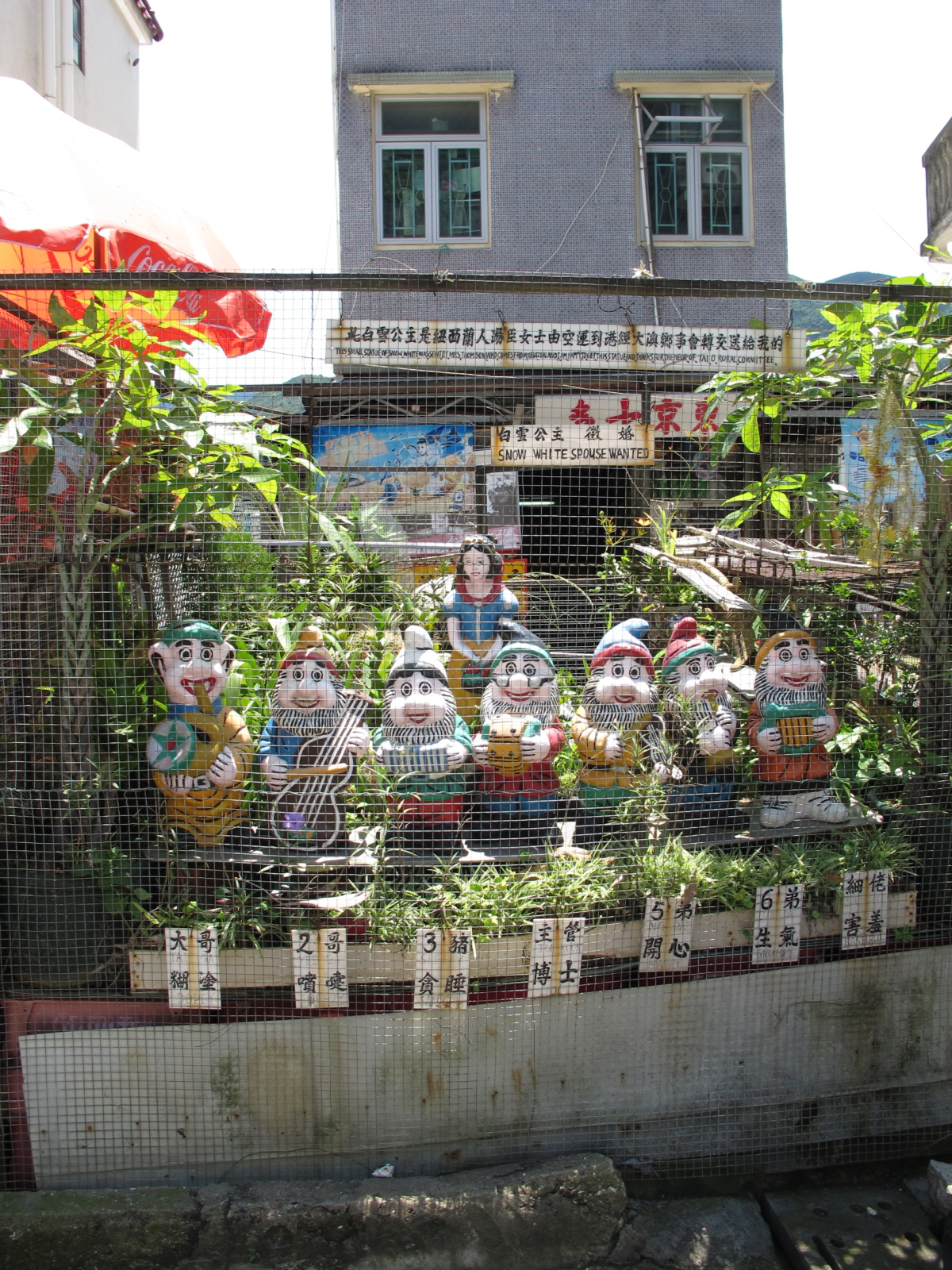
「東京士多」の外にある白雪姫と七人のこびとは観光スポットになっている
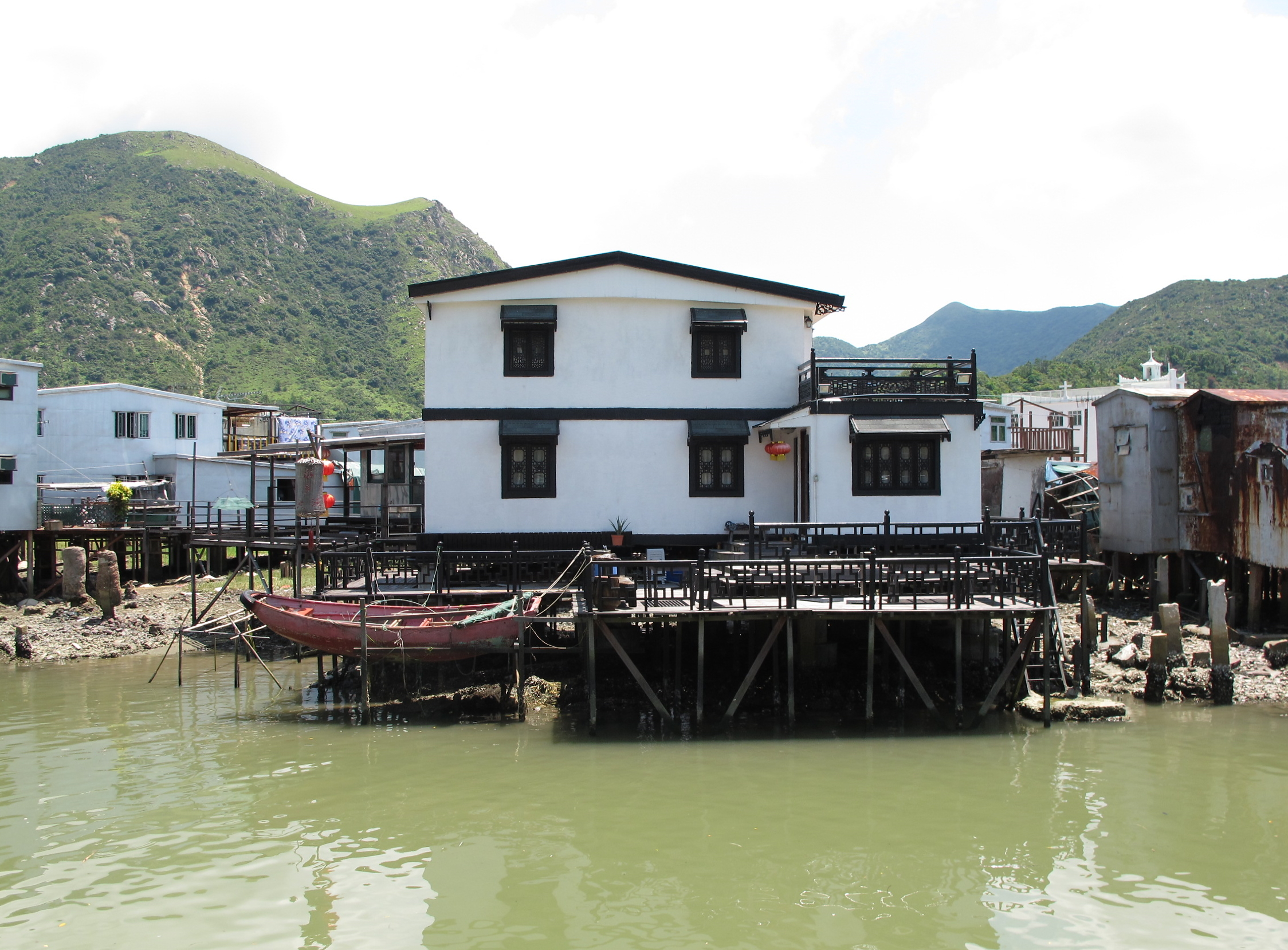
大澳の特徴的な棚屋
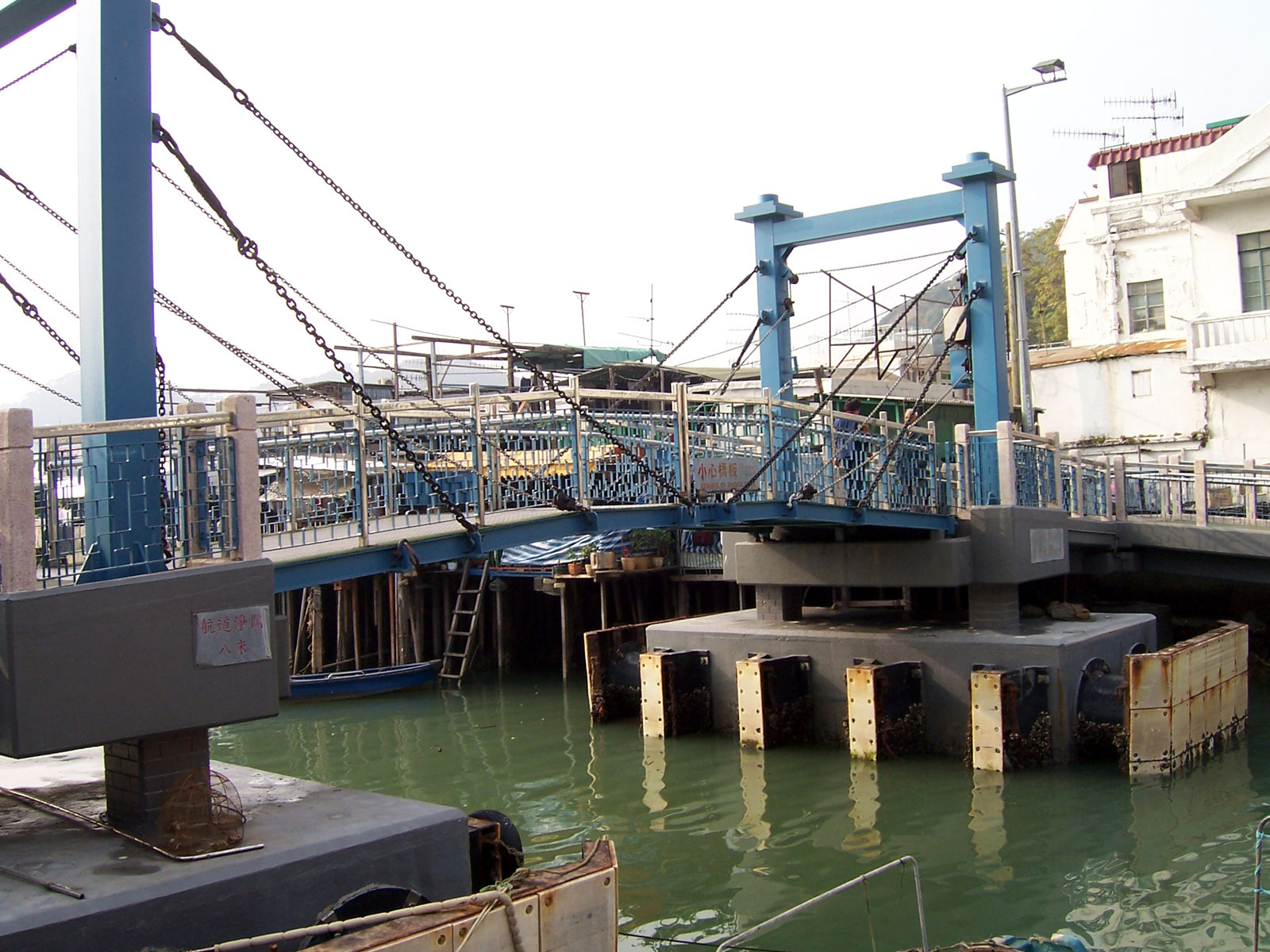
大澳涌行人橋は大型船が通れるよう中央部が可動式である